# Stonehenge
Koordinaten: 51° 10′ 44″ N, 1° 49′ 35″ W

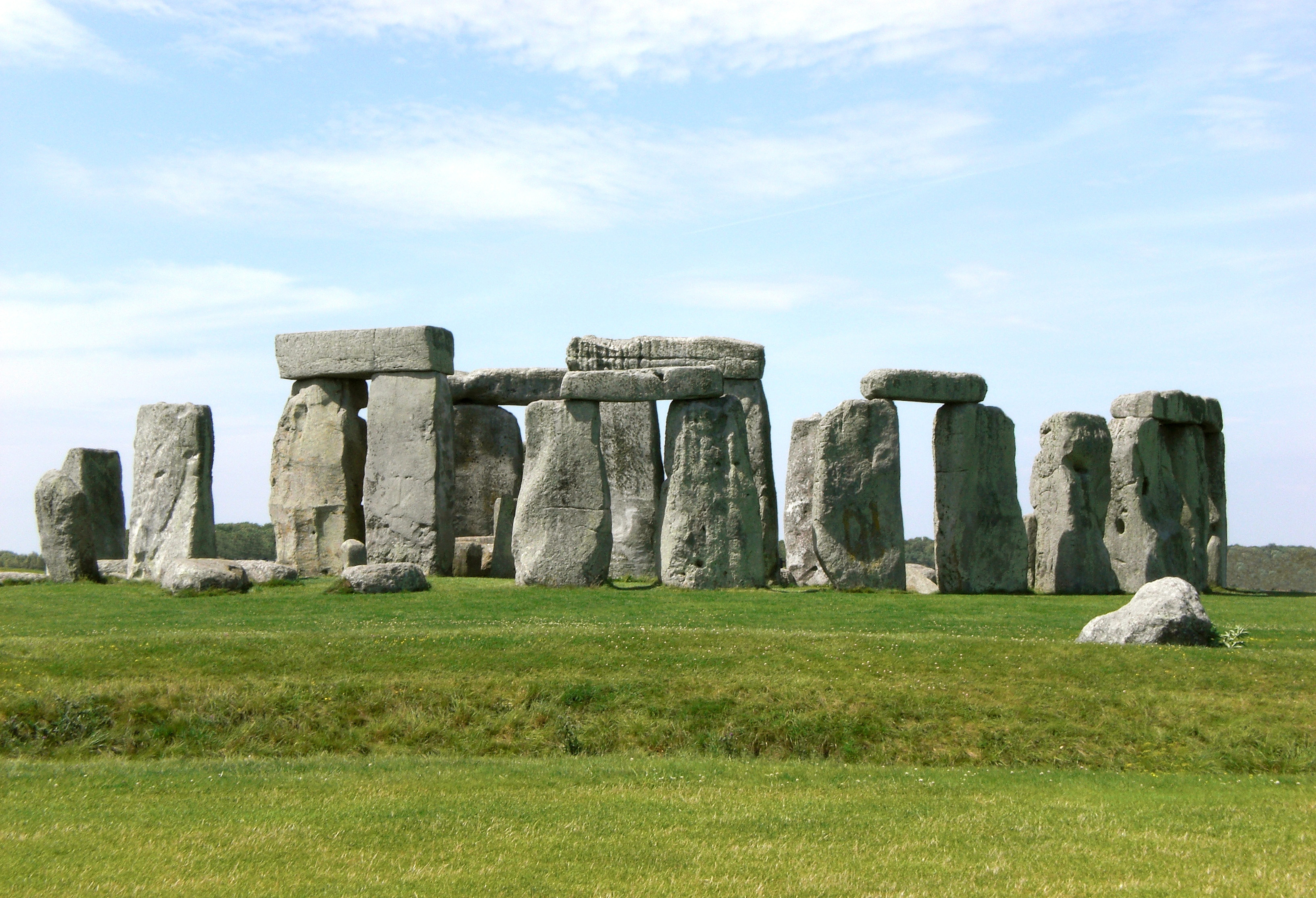
Stonehenge (Tritlith und weitere Quader des Monuments im Juli 2008)

Stonehenge [stəʊ̯n'hɛndʒ] ist ein Megalith-Bauwerk der Jungsteinzeit nahe des Flusses (Salisbury) Avon bei Amesbury in Wiltshire, Südwestengland. Es wurde ab wenigstens 3000 v. Chr. in mehreren nach und nach aufeinander folgenden Versionen errichtet. Die Anlage wurde mindestens bis in die Bronzezeit weiter genutzt und danach aufgegeben, wohl vor 1400 v. Chr. Seither wurde sie stark beschädigt.
Die wohl anspruchsvollste Bauphase, Stonehenge 3, mit ihren an Kolonnaden gemahnenden monumentalen Steinkreisen mit Aufliegern fand etwa zeitgleich mit der Errichtung der Cheopspyramide in Ägypten statt, und der in Stonehenge verwendete Blaustein ist als Basalt etwa so hart wie der in Ägypten verwendete Granit.
Umfangreiche Bautätigkeiten über mehrere Jahrhunderte und nicht zuletzt der Transport der bluestones, vom Ort ihrer Gewinnung im heutigen Wales über 250 Kilometer zur Baustelle deuten auf großräumige politische Strukturen in den Haupt-Bauzeiten, über die nichts Näheres bekannt ist.
Ein entscheidender Aspekt bei der Einordnung von Stonehenge in die Geschichte der Britischen Inseln liegt in deren Siedlungsgeschichte: Bald nach der Fertigstellung von Stonehenge 3 III begann die indoeuropäische Invasion der Inseln, in deren Verlauf die Träger der „Stonehenge-Kultur“ zu einer Randgruppe von nur noch 10 % der Bevölkerung wurden. Auch die Kelten waren schon ein Teil dieser Invasion.
Seit jüngerem versucht die Wissenschaft, den sozialen und politischen Bedingungen zur Zeit der Erbauer und dem Sinn und Zweck der Anlage durch fachübergreifende Arbeit auf die Spur zu kommen.
Ab 1918 ging das Monument in den Besitz des englischen Staates über; verwaltet und touristisch erschlossen wird es vom English Heritage, seine Umgebung vom National Trust. Die UNESCO erklärte die Stonehenge, Avebury and Associated Sites im Jahr 1986 zum Weltkulturerbe. 2019 wurde Stonehenge von rund 1,60 Millionen Personen besucht. 2024 betrug die Besucherzahl etwa 1,36 Millionen Personen.

## Spekulationen und Konsens
Über den Anlass und letztlichen Zweck dieses höchst aufwendig konzipierten Monuments existieren verschiedene, einander teils ergänzende, teils auch sich widersprechende Hypothesen. Sie reichen unter anderem von der Annahme einer Stätte für Begräbnisse und andere religiöse Kulte bis zu der eines astronomischen Observatoriums mit Kalenderfunktionen (u. a. für die Saatzeiten).
Alle Hypothesen, auch die eher rein spekulativen, stimmen in einem Punkt überein: Die Hufeisen und die ihren Öffnungen senkrecht vorangestellten Steine sind exakt auf den damaligen Sonnenaufgang am Tag der Sommersonnenwende ausgerichtet. Aufgrund der gebrochenen Symmetrie in diesen von oben betrachtet Hufeisen-ähnlichen Bögen unterscheidet sich Stonehenge deutlich von jenen Monumenten, die lediglich aus Steinkreisen bestehen.

## Auffälligkeiten
Die jüngste Version der Anlage besteht aus einem ringförmigen Erdwall, in dessen Innerem sich verschiedene, um den Mittelpunkt gruppierte Formationen aus bearbeiteten Steinen befinden. Ihrer Größe wegen nennt man sie Megalithen. Die auffälligsten unter ihnen sind der große Kreis aus ehemals 30 stehenden Quadern, die an ihrer Oberseite einen geschlossenen Ring aus 30 Decksteinen trugen, und das große „Hufeisen“ aus ursprünglich zehn solcher Säulen, die man durch je einen aufgelegten Deckstein zu fünf Paaren miteinander verband, die sogenannten Trilithen. Jeweils innerhalb dieses Hufeisens und Kreises standen zwei der Form nach ähnliche Figuren: beide aus viel kleineren und ehedem doppelt so vielen, aber nicht durch Decksteine miteinander verbundene Menhire. Diese vier Formationen werden durch den „Altar“ nahe der Mitte der Anlage, den sogenannten „Opferstein“ innerhalb und den „Heelstone“ ein gutes Stück außerhalb des nordöstlichen Ausgangs ergänzt (die Namen entstammen der Phantasie früherer Betrachter, die Funktion der Steine ist unbekannt). Außerdem wurden drei konzentrische Lochkreise innerhalb des Ringwalls angelegt und im größten davon vier Menhire zu einem Rechteck angeordnet, dessen kurze Seiten parallel zur Längsachse des Monuments liegen. In der direkten Umgebung liegen weitere prähistorische Monumente, so zwei grob rechteckige, als Cursus bezeichnete Erdwerke, die älter sind als Stonehenge, und zahlreiche frühbronzezeitliche Hügelgräber. Der sogenannte Prozessionsweg verband Stonehenge über die nordöstliche Öffnung im umgebenden Graben und Erdwall mit dem Fluss Avon.

## Überblick
Neuere Forschungen haben weitere Hinterlassenschaften der gleichen Kultur zutage gebracht, insbesondere in dem kaum drei Kilometer entfernten Durrington Walls. Hier wurde eine Kreisgrabenanlage mit außenliegendem Aushubwall von etwa 480 Meter Durchmesser entdeckt, deren Nutzung offensichtlich eine Entwicklung durchlief: Knochen einer großen Anzahl von Schlachttieren, davon 90 Schweine, die überwiegend im Alter von neun Monaten geschlachtet worden waren und aus verschiedenen Regionen Südenglands stammten, lassen auf Durington Walls als Lagerplatz für große Festlichkeiten in Herbst oder Winter schließen. Ein Dorf innerhalb des Kreises habe nur 10 bis 12 Jahre bestanden. Pfostenlöcher von Häusern wurden jedoch vor den Eingängen der Ringanlage gefunden. Demnach wären beide Anlagen aufeinander bezogen und gleichzeitig genutzt worden. Möglicherweise wohnten die Erbauer von Stonehenge hier zeitweise. Begleitend wurden außerhalb davon die Löcher einer monumentalen etwa kreisförmigen Holzpfosten-Anlage gefunden, mit etwa 300 Pfosten mit Pfostenhöhen von evtl. 5 Metern. Die hölzerne Anlage ist, nach Hindwell in Wales, die zweitgröße bekannte. Diese Henge-Anlage wurde erst errichtet, nachdem die Siedlung aufgegeben worden war, und nie vollendet. Vor ihrer Fertigstellung wurden die Holzpfeiler wieder entfernt und die Pfostenlöcher sorgfältig verschlossen.
Südlich nahe benachbart dieses großen Rings liegt die kleinere Kultstätte Woodhenge, ebenfalls mit Holzpfosten, und wo der Prozessionsweg an den Avon stößt, der kleine Steinring Bluehenge.

### Name und Klassifizierung des Monuments

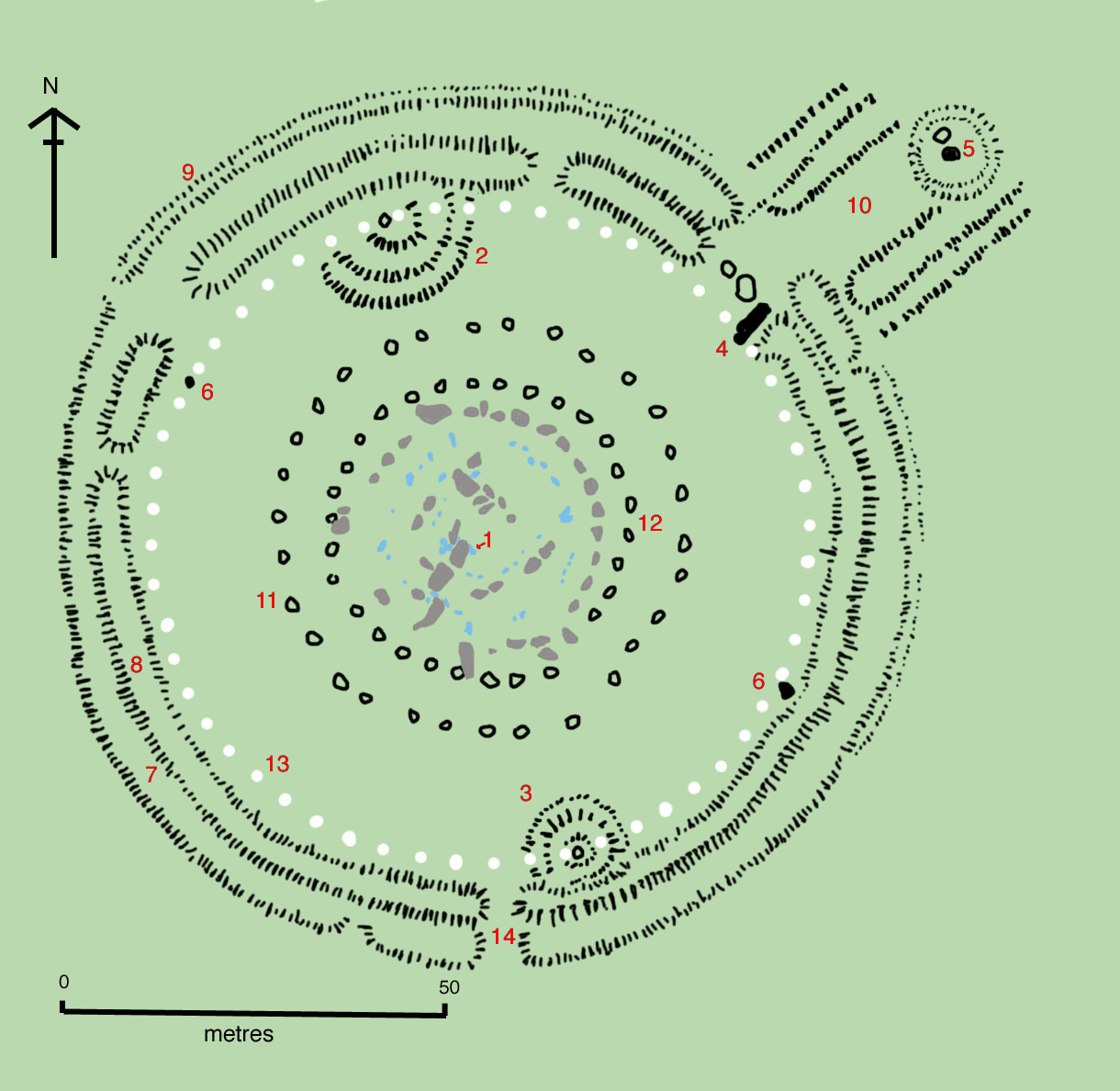
Heutiger Zustand:
13 – die ältesten Löcher aus Phase 2;
11 u. 12 – die nie genutzten Löcher aus Phase 3 VI

Der Name Stonehenge ist schon im Altenglischen als Stanenges oder Stanheng belegt. Während der erste Namensbestandteil das altenglische Wort stān „Stein“ ist, herrscht über das zweite Element Unklarheit. Es könnte sich um hencg „Angel, Scharnier“ handeln, eine mechanische Konstruktion, zumindest deren Geometrie eine Ähnlichkeit hat mit den Zapfen-Zapfloch-Verbindungen, durch die die Decksteine an den tragenden Sarsen befestigt oder sozusagen eingehängt sind. Diese Art Verbindung ist nicht völlig starr, im Falle von Erschütterungen durch Erdbeben sind kleine Drehbewegungen möglich. Die substantivische Ableitung von dem Verb hen(c)en: „hängen“, würde hingegen auf den „Galgen“ hinweisen. Auch hier besteht eine Ähnlichkeit, denn die Galgen im mittelalterlichen England besaßen zwei Standbeine – wie die Trilithen. Der Deutung als „(in der Luft) hängende Steine“ fehlt laut Christopher Chippindale die semantische Konsistenz. Andererseits hingen auch die von antiken Schriftstellern gepriesenen Hängenden Gärten der Semiramis in Babylon nicht wirklich, sondern waren von Säulen gestützte Terrassen oder Balkons.
Der zweite Bestandteil des Namens, Henge, wird heute als archäologischer Fachbegriff für jene Klasse jungsteinzeitlicher Bauwerke verwendet, die aus einer ringförmig erhöhten Einfriedung mit einem an der Innenseite entlangführenden Graben bestehen. Stonehenge selbst ist nach der derzeitigen Terminologie ein so genanntes atypisches Henge, da der Graben den Ringwall umgibt und ihm schließlich ein zweiter Ringwall angefügt wurde.

### Gliederung der Bauphasen
Der Komplex wurde mehrfach verändert bzw. in mehreren Phasen errichtet. Die Setzung der ersten Steinkonstruktionen erstreckte sich über einen Zeitraum von etwa 2000 Jahren bis maximal 1400 v. Chr. Nachweislich wurde das Gelände aber schon lange vor der Errichtung des Monumentes als Kultstätte genutzt. Drei große mutmaßliche Pfostenlöcher, die sich nahe dem heutigen Besucher-Parkplatz befinden, datieren aus der Mittelsteinzeit (um 8000 v. Chr). In ihrem Umkreis fand man in Bodenproben die Reste von Feuerbestattungen, die auf die Zeit zwischen 3030 und 2340 v. Chr. datiert wurden. Neueste Forschungen legen nahe, dass der Ort, an dem heute die Reste des Monuments zu betrachten sind, bereits vor 11.000 Jahren eine rituelle Bedeutung für die Menschen hatte. Die jüngsten Spuren ritueller Aktivitäten sind Relikte anderer Kulturen und stammen etwa aus dem 7. Jahrhundert n. Chr.; als nicht-sprachliches Artefakt ist hier das Grab eines enthaupteten Angelsachsen zu erwähnen.
Der Weg von der einfachsten bis hin zur komplexesten, letztgültig gebliebenen Ausführungsform dieser Anlage wird gegenwärtig in drei Hauptabschnitte untergliedert:
- Der Beginn der ersten Phase wird mittels Radiokarbonmethode auf etwa 3100–2900 v. Chr. datiert und dauerte bis ca. 2900–2600 v. Chr. an (evtl. bis 2100 v. Chr.). Er beinhaltet die Aufschüttung eines kreisrunden Erdwalls (mit umgebenden Graben), der u. U. zum Schutz eines offenen Platzes diente, auf dem man die Verstorbenen zur raschen Verwesung abgelegt hat – einem sog. Causeawayed Camp. Möglicherweise wurde während dieser Epoche auch der am Innenrand des Walls befindliche Kreis der Aubrey-Löcher angelegt, von denen viele als Gräber Verwendung fanden (vgl. Kap. Stonehenge 1).
- Die zweite Bauphase endete einigen Datierungsoptionen zufolge spätestens um 2000 v. Chr. und könnte gekennzeichnet sein von der Errichtung verschiedener Formationen aus bearbeiteten Baumstämmen. Einige Forscher rechnen auch die Aubrey-Löcher eher dieser 2. Phase zu (die Datenlage ist unsicher, ein Konsens lässt sich derzeit nicht erzielen).
- Phase drei: Zur erstmaligen Herstellung einer steinernen Konstruktion kam es eventuell ab etwa 2400 v. Chr. Diese Phase wird nochmals in sechs Zeiträume untergliedert.

### Mögliche kulturelle Hintergründe

Stonehenge und Details in der näheren Umgebung: der Prozessionsweg (The Avenue), die beiden Rennbahnen (Cursus) und einige größere Hügelgräber

Die verschiedenen Phasen der Gestaltung des Monuments zu datieren und ihren Sinn zu verstehen, ist schwierig, da frühere Grabungsmethoden nicht den heutigen Standards entsprachen und nach wie vor kaum allgemein akzeptierte Hypothesen existieren, die es ermöglichen würden, sich umfassend fundiert in den Glauben, das Denken und Handeln der damaligen Menschen hineinzuversetzen.
Dass bislang nur wenig Material entdeckt wurde, aus dem sich 14C-Daten gewinnen ließen, erschwert den Nachvollzug der zeitlichen Entwicklung dieser Kulturen zusätzlich, und damit auch die nach und nach vorgenommenen, überhaupt erst archäologisch entdeckten Veränderungen an der Gestalt des Monuments. Die heute meist akzeptierte Abfolge dieser Eingriffe wird im weiteren Text unter Bezug auf die abgebildeten Planskizzen erläutert. Die bis zur Gegenwart erhalten gebliebenen, wenngleich oft umgestürzten Megalithe sind durch Einfärbungen ihrer Umrisse (blau, braun und schwarz) hervorgehoben; die Decksteine der zwei Sarsen-Formationen ließ man aus Gründen der Übersichtlichkeit fort und über den verschwundenen Rest der somit stark beschädigten Anlage wird spekuliert.
Es gibt zahlreiche Spekulationen über die Sozialstruktur und Lebensweise der Initiatoren von Stonehenge. Von verschiedenen Autoren wurde Überbevölkerung als wesentlicher Auslöser für den Bau angenommen. Frank Nikulka, Vertreter der demographischen Archäologie, verweist jedoch darauf, dass in der Region um Stonehenge keine Großsiedlungen gefunden wurden, und etliche Funde belegen, dass die Nahrungsmittelversorgung – insbesondere auch der Fleischkonsum – im Umfeld der ersten Erbauung gut war, sodass nicht von einer Überbevölkerung bzw. einem Nahrungsmangel der Megalithiker auszugehen ist. Trotz der möglicherweise 30 Millionen Arbeitsstunden, die auf den Bau innerhalb von vielleicht 500 Jahren verwendet wurden, sei mit einer damaligen Siedlungsdichte von kaum über 10 Einwohnern pro Quadratkilometern zu rechnen.
Genetisch sind die jungsteinzeitlichen Bewohner Britanniens die Nachkommen von ackerbauenden und viehzüchtenden Neusiedlern vom Festland. Dabei überwiegen Marker für Populationen, die typisch sind für die westliche Einwanderungsroute (entlang der Küsten des Mittelmeers über die Iberische Halbinsel und Nordfrankreich) gegenüber solchen der östlichen (von Linearbandkeramikern mit Einwanderung über die Donauroute). Wie in allen Fällen ist eine gewisse Mischung mit dem Genom in Europa schon vorher ansässiger mesolithischer Jäger und Sammler feststellbar, in der Größenordnung von 20 Prozent oder knapp darüber. In Großbritannien ist dieser Anteil am Erbgut jedoch wesentlich geringer, sodass mit großer Wahrscheinlichkeit davon ausgegangen werden kann, dass Stonehenge von einer bäuerlichen Kultur initiiert wurde. Die extrem vielen Haustierknochen in den Ausgrabungsstätten stützen die Annahme, dass der Ackerbau bei den Gründern der Anlage eine untergeordnete Rolle spielte oder zeitweise (aus klimatischen Gründen) zugunsten der Viehhaltung wieder aufgegeben wurde.

## Die Anlage

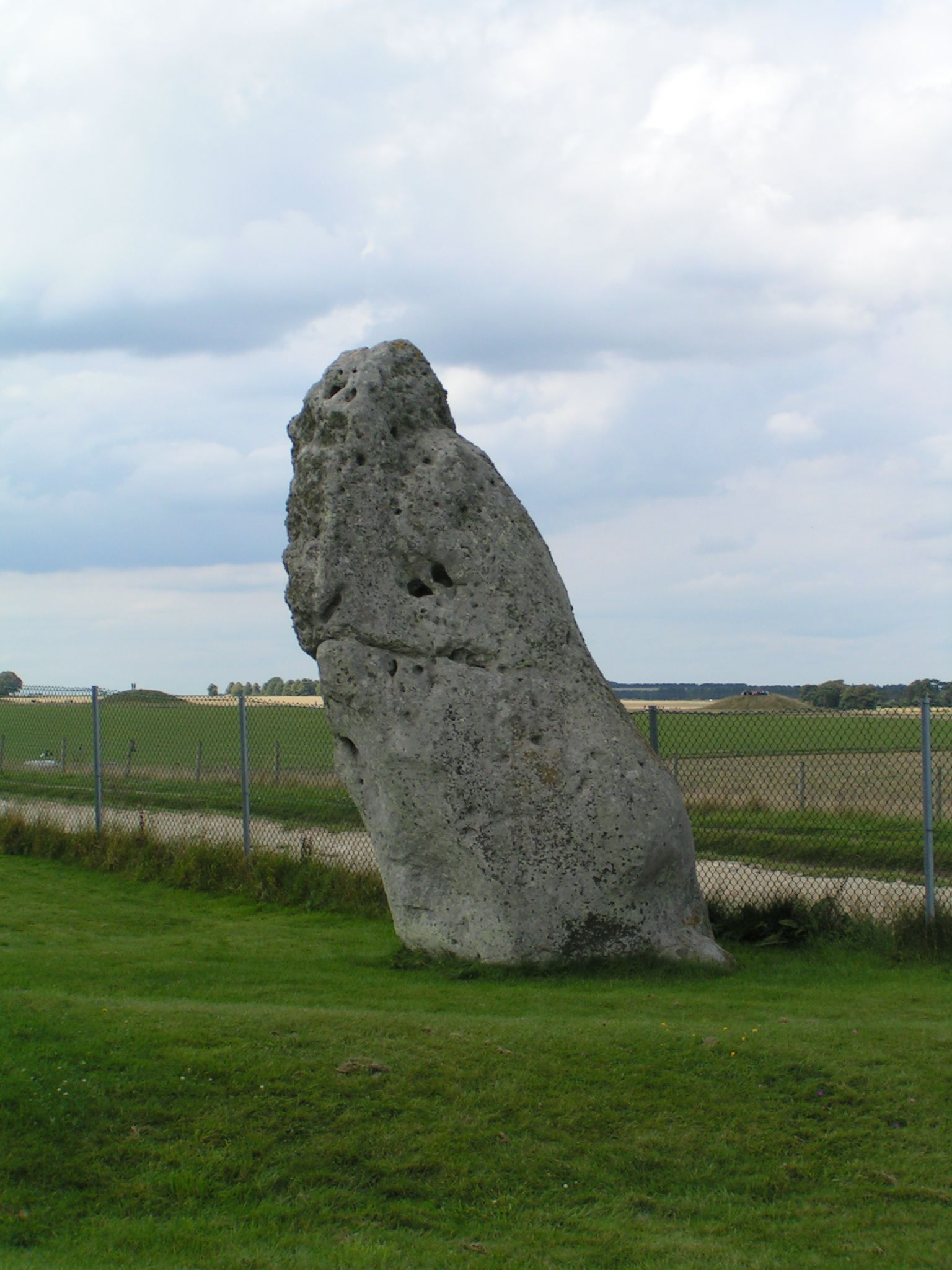
Der Heelstone, auch der „Fersenstein“ genannt

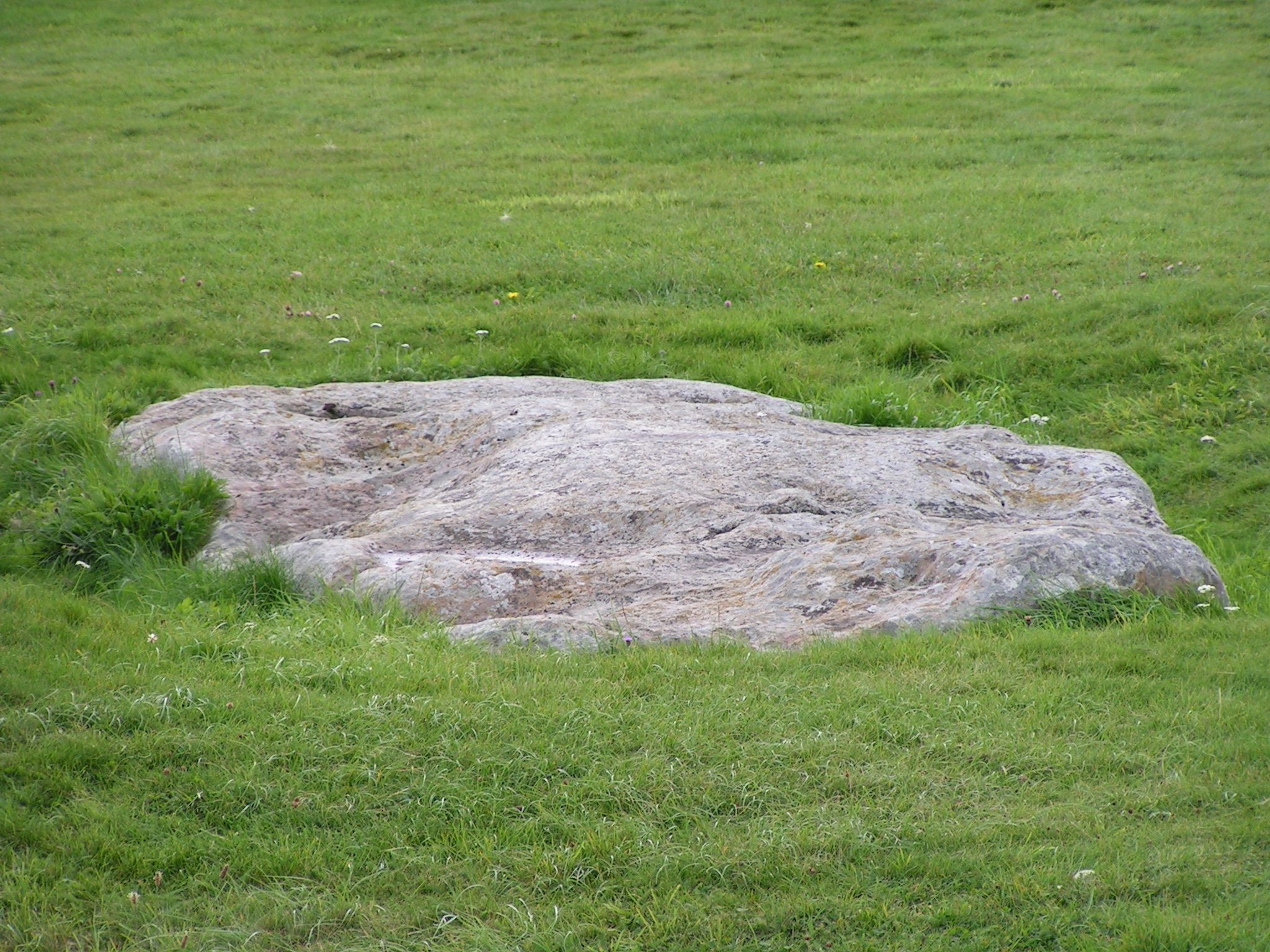
Der Opferstein

Der Heelstone und der Opferstein und mit ihnen die Öffnungen der beiden zentralen Hufeisen wurden auf die Position des Sonnenaufgangs zur Sommersonnenwende ausgerichtet; auch scheinen neben anderen die vier Steine der Rechteckstruktur am Ringwall mit verschiedenen Periodizitäten der Himmelsmechanik zu tun zu haben. Aus diesen Gründen wird häufig angenommen, dass Stonehenge ein vorzeitliches Observatorium gewesen sei, obwohl die genaue Art der Nutzung und seine Bedeutung – etwa für Aussaat und Ernte zu den bestmöglichen Zeiten – noch diskutiert werden.

### Beschreibung der Steine
Von innen nach außen:
- Der Altarstein: Ein Block von 5 m Länge und etwa 6 Tonnen Masse aus grün gesprenkeltem Sandstein, der dem Mittelpunkt der Anlage am nächsten liegt. Laut einer Gesteinsanalyse stammt der Altarstein aus dem Nordosten Schottlands (Orkney, ca. 800 km vom heutigen Standort entfernt). Als wahrscheinlich gilt der Transport per Floß über den Wasserweg entlang der Küste.[21][22]

- Gleich daran schließt das kleine Hufeisen an: Es beherbergte 19 Steine, die aus Dolerit bestehen, einem sehr harten Basalt aus den Preseli-Bergen im Südwesten von Wales. Ihres bläulichen Schimmerns wegen werden die Megalithen dieses Materials auch als Blausteine bezeichnet. Ihre Höhe erreicht bis zu 2,8 m (hin zu den offenen Schenkeln des Hufeisens nimmt sie ab bis auf 70 cm), und ihre Form ist zylindrisch, nicht konisch wie bei den sonst vielfach verbreiteten Obelisken. Eine markante Besonderheit stellt dar, dass die zwei Menhire links und rechts neben dem Basisstein dieses Hufeisens einen Querschnitt aufweisen, der der Geometrie einer Nut-Feder-Verbindung aus dem Tischlerhandwerk entspricht.[23] Eine konkret mechanisch-verbindene Aufgabe beider Formen lässt sich indes ausschließen, da die Steine gut 3 Meter voneinander entfernt stehen. Entweder handelt es sich also um ein funktionslos gewordenes Relikt aus einer früheren Bauversion oder um die Funktion im Sinne eines reinen Symbols.

- Das große Hufeisen umfasst das kleine. Es bestand aus zehn Sandsteinblöcken (sog. Sarsens), die paarweise durch einen architravartigen Auflieger trugen. Mit einer Höhe von über 5 m wiegen sie bis zu 50 Tonnen – auch hier nimmt die Größe zu den Schenkeln hin tendenziell ab. (Zu den Optionen des Transports siehe im Kapitel Techniken der Erbauung und Gestaltung).

- Auf das mächtige Sarsen-Hufeisen folgt der Kreis aus ursprünglich 60 Blausteinen. Sie sind durchschnittlich ein gutes Stück kleiner als die des Blaustein-Hufeisens und der Form nach konisch gearbeitet (nicht zylindrisch).

- Die Formation dieses Bluestone-Kreises umgibt ein weiterer Kreis, der wiederum aus Sarsen konstruiert wurde: ursprünglich 30 an der Zahl, ca. 4,5 m hoch und durch 30 aufgelegte Blöcke so miteinander verbunden, dass eine geschlossene Ringstruktur entstand.

- Der Opferstein, dessen Name auch deswegen irreführend ist, weil man ihn leicht mit dem Altarstein verwechselt, liegt gegenwärtig mitten in der nordöstlichen Öffnung des Ringwalls, gewissermaßen im Ausgang der Anlage. Der Audioguide, mit dem die Besucher um das Monument geleitet werden, stellt fest, dass dieser Stein wahrscheinlich aufrecht gestanden habe, und dass es sich bei seinen roten Flecken nicht um Blut (das längst spurlos verwittert wäre), sondern um Eisenoxid-Einschlüsse handelt. Die Benennung „Opferstein“ sei deshalb mehr als fraglich.

- Der Heelstone[Anm. 1] oder Friars Heel, im Deutschen auch als „Fersenstein“ bezeichnet, steht mehr als 30 m außerhalb des Ringwalls.

- Die vier Stations-Steine.

### Weitere Besonderheiten
- Die Aubrey-Löcher (56 Stück)
- Die Y- und Z-Löcher (29 und 30 Stück)

Im Auftrag von English Heritage wurden Laserscans der Oberflächen aller noch erhaltenen 83 monumentalen Steine von Stonehenge angefertigt. Dabei wurden insgesamt 72 bislang unbekannte Gravuren entdeckt. 71 von ihnen zeigen Äxte (bis zu 46 cm groß), eine einen Dolch. Die Anlage ähnelt den Steinkreisen im Norden Schottlands, bekannt als der Ring von Brodgar.

## Entstehungsgeschichte
1995 wurden die Grabungsbefunde des 20. Jahrhunderts ausgewertet und mittels 14C-Datierung in drei Phasen unterschieden. Eine im Jahr 2000 vorgenommene, geringfügige Abänderung an einer älteren Datierung basiert auf der zwischenzeitlich verbesserten, als Bayessche Statistik bezeichneten Methode, die 14C-Daten auszuwerten. Bis 2009 kamen weitere kleinere Abwandlungen hinzu.
Auf Grund eigener Auswertung, ebenfalls unter Anwendung der Bayesschen Statistik, legten Mitarbeiter der jüngsten Datenerhebungen Ende 2012 eine neue Studie vor, die statt der bisherigen drei nunmehr fünf Phasen vorschlägt. Eine ähnliche Interpretation wurde bereits 1979 publiziert, fand jedoch nur geringe Aufmerksamkeit.

### Stonehenge 1

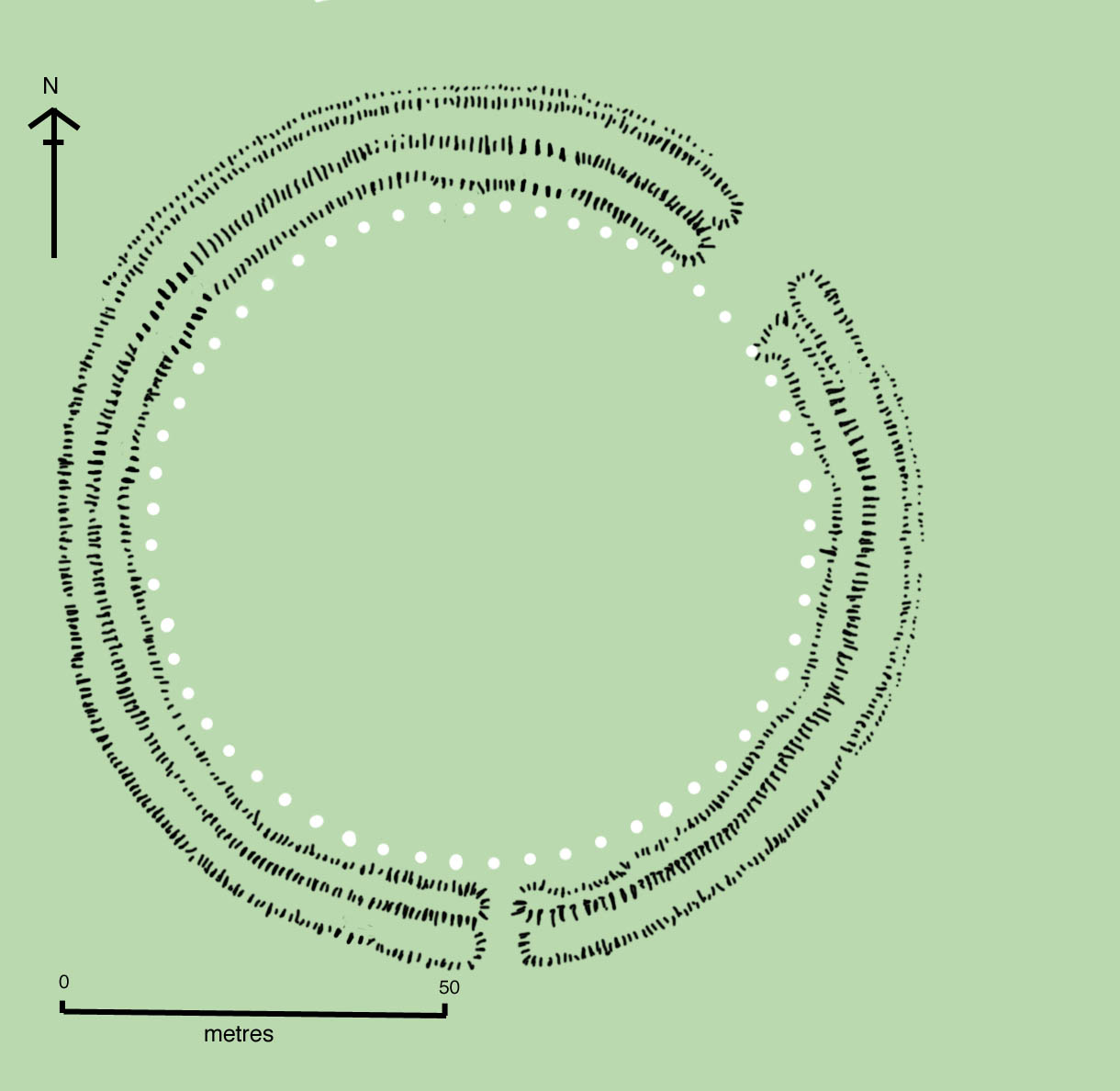
Plan von Stonehenge 1

Das erste Bauwerk maß etwa 115 m im Durchmesser und bestand aus einem kreisförmigen Wall mit einem ihn umfassenden Graben (7 und 8), der Klassifikation nach also eine atypische Henge-Anlage. Der großen, nordöstlich gerichteten Öffnung dieses Ringwalls lag eine kleinere im Süden gegenüber (14); Hirsch- und Ochsenknochen waren am Grund des Grabens platziert. Diese Knochen sind wesentlich älter als die Geweihhacken, mit denen der Graben ausgehoben wurde, und waren in gutem Zustand, als man sie vergraben hat. Der Beginn der ersten Phase wird je nach Ansatz auf ca. 3100–2900 cal v. Chr. datiert. Am äußeren Binnenrand des so eingefassten Bereiches lag ein Kreis aus 56 Löchern (13), die nach ihrem Entdecker John Aubrey als Aubrey-Löcher benannt wurden.
Ein zweiter den äußeren Graben jetzt umsäumender Wall (9) könnte ebenfalls aus dieser als prä-megalithisch zu definierenden Phase (Stonehenge 1) stammen.

### Stonehenge 2
Sichtbare Überreste, die auf das Aussehen von Baustrukturen während der zweiten Phase sicher schließen lassen könnten, existieren nicht mehr. Die Datierung erfolgte daher eher indirekt, unter anderem über Fundstücke aus „Rillenkeramik“ (englisch Grooved Ware), die in diese Periode (späte Jungsteinzeit) gehören. Im Boden feststellbare Formen von Löchern könnten im frühen dritten Jahrtausend v. Chr. angelegt worden sein und Pfosten getragen haben. Weitere Pfosten könnten somit in Löchern gestanden haben, die am Nordeingang entdeckt wurden; zwei parallele Pfostenreihen wären vom Südeingang aus ins Innere verlaufen. Mindestens 25 der Aubrey-Löcher enthielten aber Überreste von Brandbestattungen, die aus einer Zeit etwa zwei Jahrhunderte nach dem Errichten der Löcher stammen. Die Löcher waren also als Begräbnisstätten in Gebrauch – ggf. hat man sie zu diesem Zweck umfunktioniert, oder die hypothetischen Pfosten bei jeder Beerdigung herausgenommen. Die Reste dreißig weiterer Feuerbestattungen wurden im Graben und an anderen Punkten der Anlage entdeckt, größtenteils in der Osthälfte. Auch unverbrannte Stücke menschlicher Knochen aus diesem Zeitraum wurden im Graben gefunden.

### Stonehenge 3 I
In der Mitte des Heiligtums wurden um 2600–2400 v. Chr. zwei konzentrische Halbkreise aus insgesamt 80 Steinen, den so genannten Blausteinen, angelegt. Sie wurden zwar später entfernt, die Löcher aber, in denen die Steine ursprünglich verankert waren (die so genannten Q- und R-Löcher), sind nachweisbar geblieben. Wieder gibt es nur wenige Datierungshinweise für diese Phase. Die Blausteine stammen wie gesagt aus dem Gebiet der Preseli-Berge, etwa 240 km von Stonehenge entfernt. Die Steine sind größtenteils aus Dolerit, der einige Einschlüsse aus Rhyolith, Tuff und vulkanischer Asche birgt. Sie wiegen etwa vier Tonnen.
Der als Altarstein (1) bekannte, sechs Tonnen schwere Sarsen (Sandstein) ist der einzige, der mit grünem Glimmer durchsetzt ist und dadurch im Sonnenlicht einen besonders schönen Glanz erhält. Er stammt aus dem rund 750 Kilometer entfernten Nordosten Schottlands. Wie der Stein zur Zeit des Baus des Stonehenge über diese Distanz transportiert wurde, ist nicht mehr sicher nachzuweisen. Jedoch waren noch im Mittelalter schwere Lasten zu Wasser schneller und billiger zu transportieren als auf Ochsenkarren oder noch einfacheren Transportmitteln.
Möglicherweise wurde er als großer Monolith aufrecht im Zentrum aufgestellt, vielleicht aber war auch von vornherein beabsichtigt, dass er liegt. Viele der frühen Megalithanlagen stellen Bestattungseinrichtungen dar (z. B. die Hünen-Gräber, im deutschen Sprachraum auch Teufelsbetten genannt), so könnte er zur Aufbahrung eines Gefallenen gedient haben oder selbst einen solchen symbolisieren.
Zu dieser Zeit wurde die rechte Seite des Einganges so verbreitert, dass der dazugehörige Kreiswinkel (eher dürfte die zum Horizont hin verlängerte Gerade zwischen nördlichem Stationsstein und rechtem Rand der Wallöffnung gemeint sein) nun genau auf die damalige Position des Sonnenaufgangs zur Wintersonnenwende zeigt. Somit ergibt sich eine scheinbare Pendelbewegung unseres Zentralgestirns zwischen der 'senkrecht' nach Nord-Ost (Sommersonnenwende) deutenden Monumentsachse und dem Punkt am Horizont, in dem jene Gerade endet.
Unter Umständen wurde auch der Heelstone (5) während dieser Periode außerhalb des nordöstlichen Eingangs aufgestellt; die Datierung ist aber unsicher, im Prinzip kommt jeder Teilabschnitt der dritten Phase in Frage. Weiterhin werden Druckverdichtungen im unmittelbaren Bereich des Einganges teilweise so interpretiert, dass hier bis zu drei Menhiren nebeneinander gestanden haben könnten, jedoch ergäben sich solche Spuren auch aus der wiederholten Veränderung der Position eines einzelnen Menhire. Tatsache ist jedenfalls, dass sich im Eingangsbereich heute nur einer findet. Er ist 4,9 m lang, stürzte vermutlich schon vor langer Zeit um und wird als Opferstein bezeichnet (4).
Ebenfalls der Phase 3 zugerechnet wird der Aufbau der vier Stationssteine (6) sowie die Anfertigung der Avenue (10), einer durch Graben und Erdwall beidseitig eingefassten Bahn, die auch als Prozessionsweg bekannt ist und über eine Entfernung von 3 km zum Fluss Avon führt. Bei Untersuchungen dieser Strecke zeigte sich, dass sie von einer Schmelzwasserrinne aus der letzten Eiszeit vorgegeben war, die nur noch geringfügig nachbearbeitet wurde.
Irgendwann in der dritten Bauphase wurden Ringgräben sowohl um die zwei Stationssteine der Nord-Süd-Diagonale als auch um den Heelstone gezogen, der spätestens seitdem als einzelner Monolith gestanden haben muss. Diese Bauphase von Stonehenge ist die, die der Bogenschütze von Amesbury erblickt haben dürfte; gegen Ende der Phase scheint Stonehenge die Henge von Avebury als zentralen Kult-Ort der Region abgelöst zu haben.

### Stonehenge 3 II

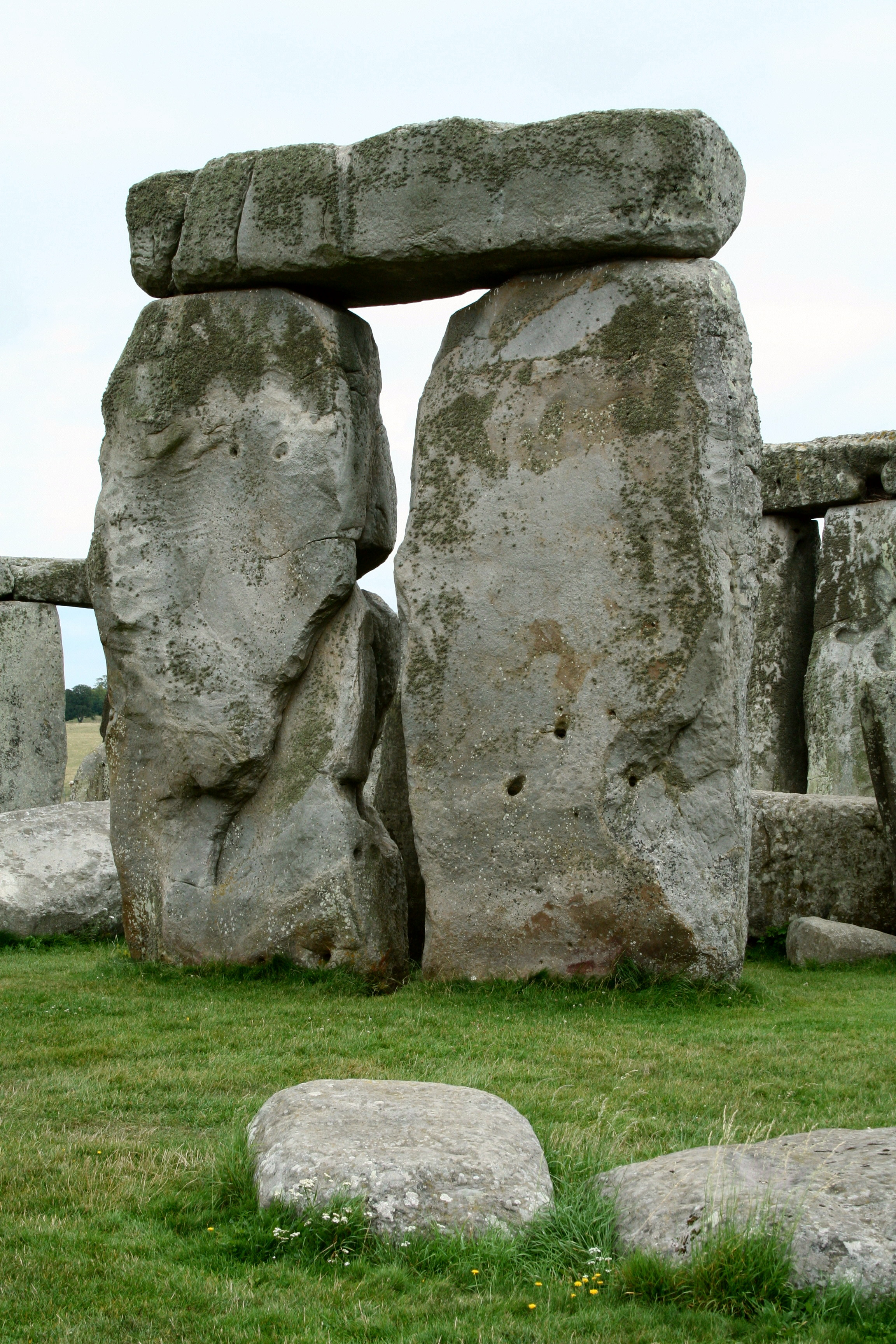
Trilith

Am Ende des dritten Jahrtausends vor Christus, nach Radiokarbondaten etwa zwischen 2550 und 2100 v. Chr., fand die Haupt-Bautätigkeit statt. Nun wurden die Bluestones entfernt und die beiden Sarsen-Konstruktionen (im Plan grau) errichtet, die den heutigen Gesamteindruck von Stonehenge bestimmen. Viele dieser insgesamt 74 Megalithe, der mit Abstand kleinste nur 25, die größten um 50 Tonnen schwer, stammen aus einem 30 km nördlich gelegenen Steinbruch bei Marlborough, wie geochemische Tests im Jahr 2020 ergeben haben.
30 dieser Blöcke bildeten einen Kreis mit einem Durchmesser von dreißig Metern. Dass es einst 30 waren, konnte erst 2013 nachgewiesen werden, als eine lang andauernde Trockenheit durch Unterschiede im Pflanzenwuchs die Verdichtung im Untergrund auch da aufzeigte, wo die Steine selbst nicht mehr vorhanden sind. Innerhalb dieses Kreises wurde dann das Hufeisen aus den 5 Trilithen aufgestellt.
Die Oberflächen aller Sarsen sind behauen und wurden geglättet. Die Decksteine der beiden Sarsenformationen (Kreis + Hufeisen) erhielten an ihren Unterseiten jeweils zwei Löcher eingearbeitet, die sich mit den Zapfen oben an den tragenden Steinen zu einer Version der Nut-Feder-Verbindung ergänzen. Ein symbolischer Zweck dieser Maßnahme kann vielleicht nicht ausgeschlossen werden, sicherlich aber diente sie dazu, die Elemente miteinander zu verkeilen. An den Abschlussflächen links und rechts jedes der 30 Decksteine des Kreises findet sich Ähnliches, zudem gab man ihnen die Form sorgfältig gearbeiteter Kreissegmente, um sie zu einem perfekten Ring miteinander zu verbinden.

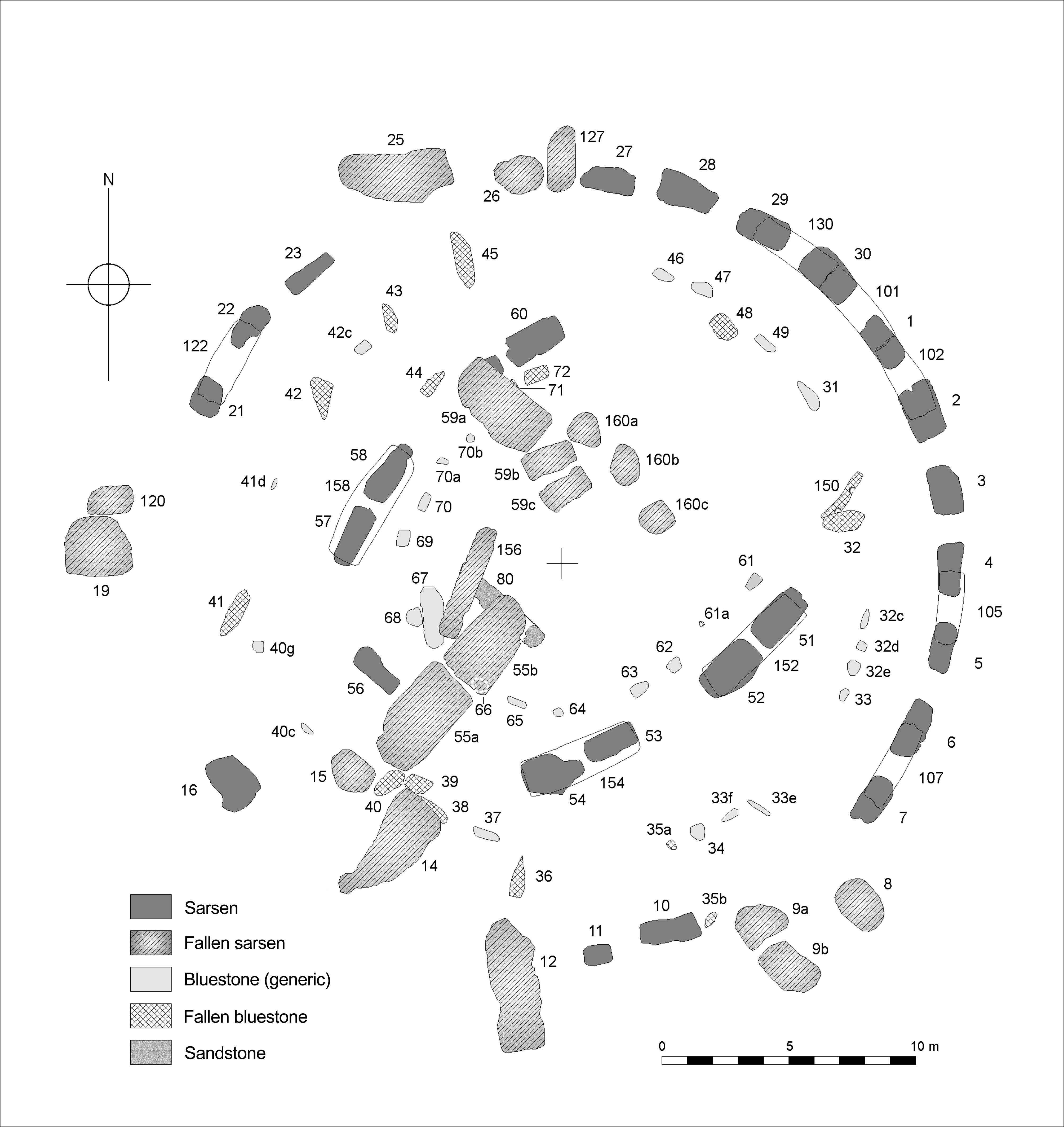
Plan der zentralen Steinstruktur heute; nach Johnson 2008

Weiterhin finden sich auf einigen der Sarsen eingemeißelte oder geritzte Abbildungen. Die vielleicht älteste, eine rechteckige Figur an der Innenseite des Decksteines des vierten Trilithen, stellt nach Auffassung einiger Forscher eine Muttergottheit dar. Näher als diese Interpretation läge vielleicht, diesem Symbol gegenüber an eine abstrakte Darstellung der 4 Stationssteine zu denken – auch hier aber ist offen, was deren Bedeutung sei. Bezüglich der anderen Symbole bleiben weniger Fragen. Zu nennen sind insbesondere die auf dem Trilithenstein Nr. 53 befindlichen Abbildungen von vierzehn Axtköpfen und eines Bronzedolches; weitere Darstellungen von Axtköpfen finden sich auf den Steinen 3, 4 und 5 des Sarsenkreises. Die Datierung der Abbildungen ist schwierig, es bestehen aber Ähnlichkeiten zu spätbronzezeitlichen Waffen. Nicht leicht zu entscheiden ist wiederum, ob diese Darstellungen an den noch im Herstellungsprozess befindlichen Megalithen angebracht wurden, oder nachträglich.

### Stonehenge 3 III
Zu einem späteren Zeitpunkt der Bronzezeit scheinen die Blausteine zum ersten Mal wieder aufgerichtet worden zu sein. Das genaue Erscheinungsbild der Stätte in dieser Periode ist jedoch noch nicht klar.

### Stonehenge 3 IV
In dieser Phase, etwa zwischen 2280 und 1930 v. Chr., wurden die Blausteine erneut umgestellt. Ein Teil von ihnen wurde als Kreis zwischen den Sarsenkreis und das Sarsenhufeisen eingegliedert und der andere in Form eines Ovals um den Mittelpunkt des Monuments aufgestellt. Einige Archäologen nehmen an, dass zur Verwirklichung dieses neuen Bauprojekts eine zusätzliche Tranche von Blausteinen aus Wales herbeigeschafft werden musste. Der Altarstein könnte parallel zur Errichtung des Ovals leicht umverlegt worden sein, eventuell vom Mittelpunkt fort hin zu seiner heutigen Position (näher an der Basis unter anderem des Sarsenhufeisens). Die Arbeiten an den Bluestones dieser Phase (3 IV) wurden im Vergleich mit den Arbeiten an den zuvor errichteten Sarsen eher nachlässig ausgeführt. Die zunächst entfernten, nun wieder aufgestellten Blausteine waren nur schlecht in den Erdboden eingelassen, einige von ihnen stürzten bald wieder um.

### Stonehenge 3 V

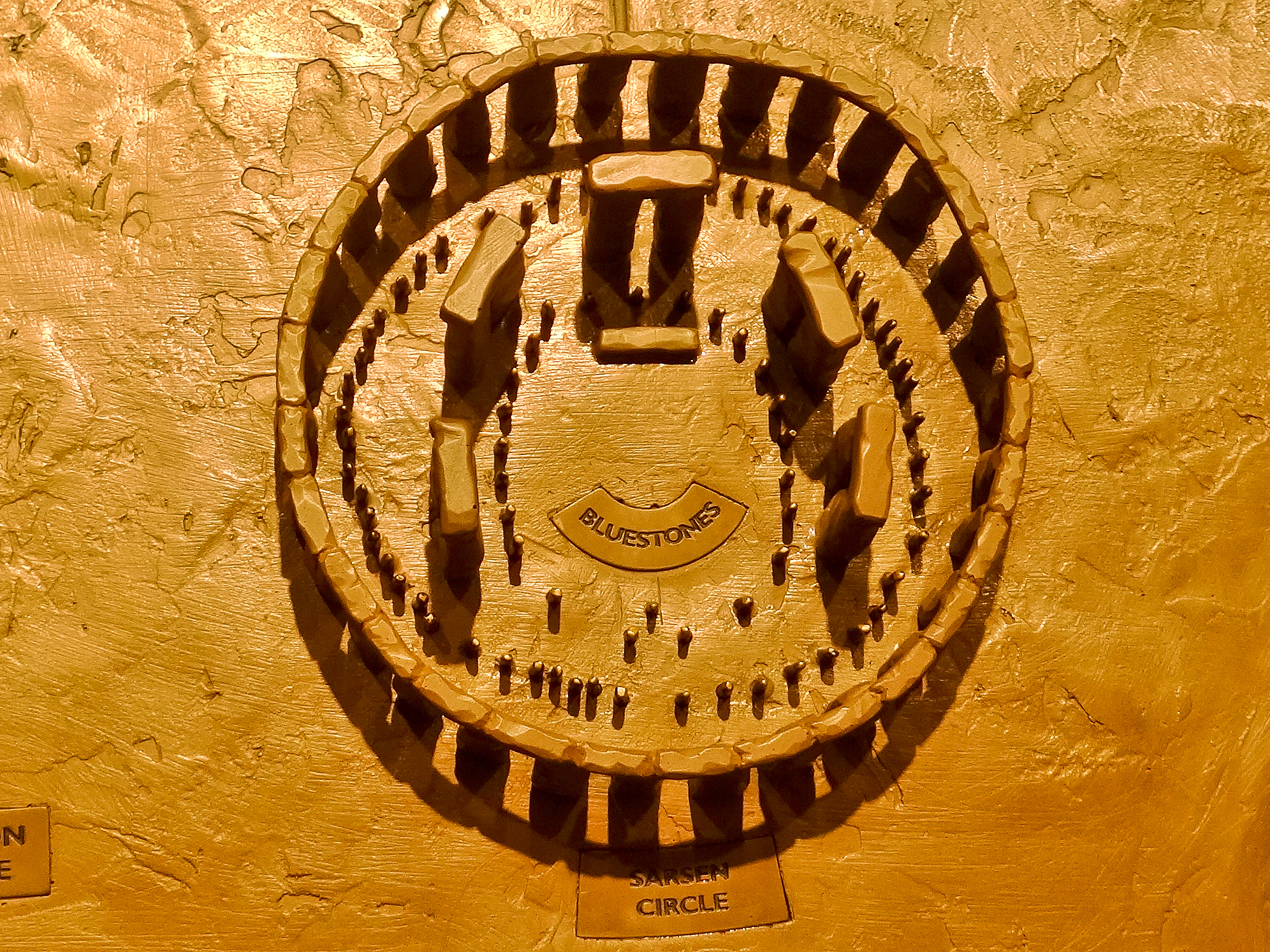
Rekonstruktion der Phase 3 V als Modell im Museum von Stonehenge

Bald danach wurde die nordöstliche Hälfte des in Phase 3 IV errichteten Blausteinovals entfernt, so dass jene bogenförmige Formation entstand, die wir heute als das Blausteinhufeisen kennen. Diese Struktur spiegelte die des Sarsen-Hufeisens wider, nur dass sie aus einzeln stehenden und erheblich kleineren, dafür aber annähernd doppelt so vielen Steinen errichtet wurde: 19 gegenüber den 10 Tragsteinen des Sarsen-Hufeisens. Diese Umstrukturierung des Monuments wird auf 2270 bis 1930 v. Chr. datiert. Diese Phase (3 V) verläuft somit parallel zu der von Seahenge in Norfolk.

### Stonehenge 3 VI
Um 1630/1520 v. Chr. wurden zwei weitere Ringe von Lochgrabungen etwas außerhalb des Sarsen-Kreises angelegt, in Ergänzung zu dem Kreis der Aubrey-Löcher, die sich nahe an der Binnenperipherie des Ringwalls finden. Die neuen Kreise werden als Y- und Z-Löcher bezeichnet (Nr. 11 und 12 in der Skizze). Ihre 30 beziehungsweise 29 Löcher waren nie mit Steinen besetzt, sonst hätten sich in ihnen aufgrund des Drucks, den die Steine ausüben, Bodenverdichtungen feststellen lassen. Das Monument von Stonehenge scheint darauf um 1600 bis 1400 v. Chr. aufgegeben worden zu sein, möglicherweise im Zusammenhang des Unterganges oder der Verdrängung der Kultur seiner Schöpfer durch eine nachfolgende. Die Löcher füllten sich in den nächsten Jahrhunderten, die obersten Schichten dieses Materials stammen aus der Eisenzeit.
Die astronomische Ausrichtung von Stonehenge wurde zuerst von dem britischen Astronomen Sir Joseph Norman Lockyer 1906 postuliert, wobei sich aber alle konkreten Argumente und Spekulationen Lockyers später als falsch erwiesen. Weitere einflussreiche Werke stammen von dem amerikanischen Astronomen Gerald Hawkins, der 1965 ein Buch Stonehenge decoded schrieb, das ein Bestseller wurde. Hawkins zufolge war Stonehenge ein prähistorischer Kalender, möglicherweise sogar ein Rechengerät.

## Techniken der Erbauung und Gestaltung

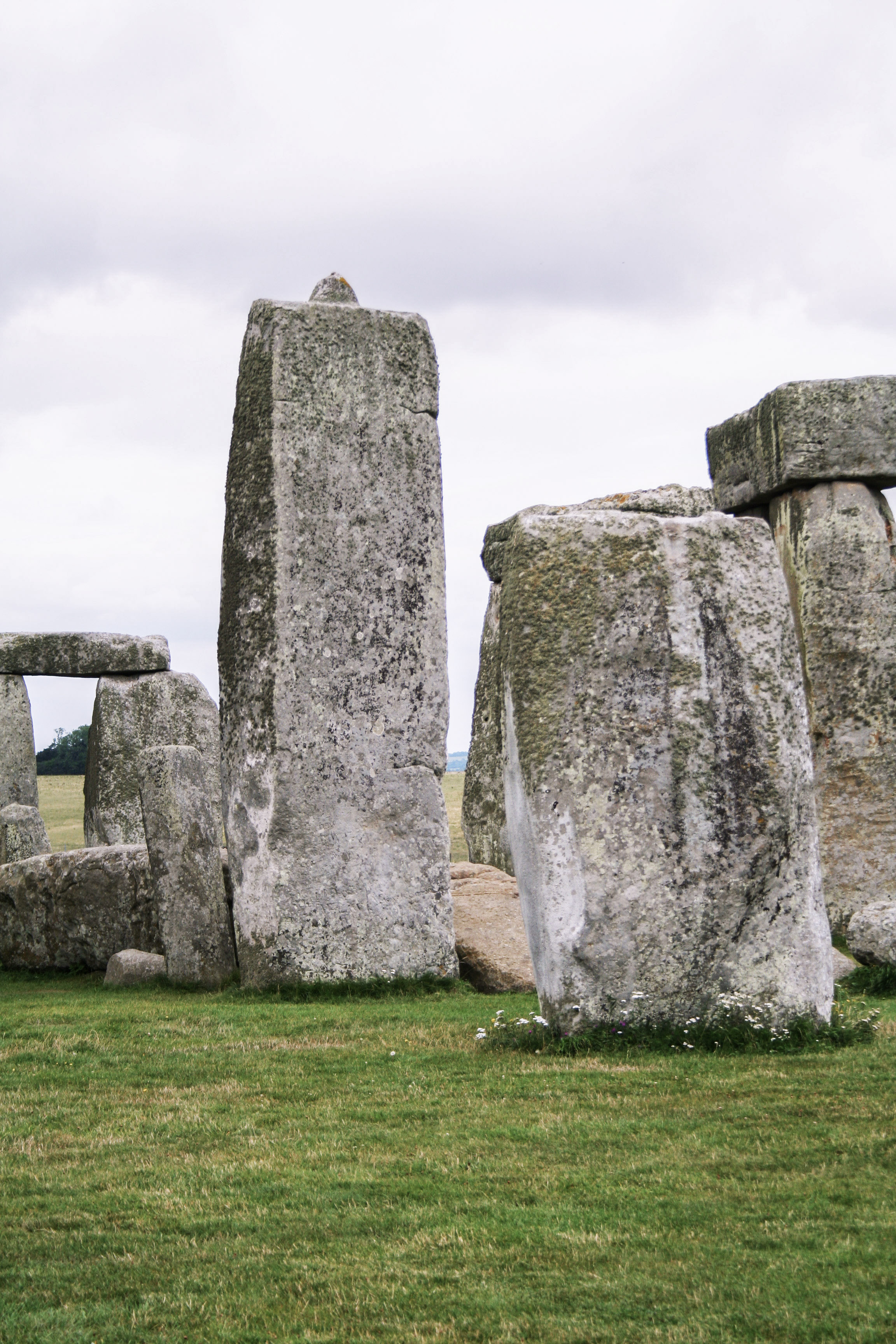
Tragstein mit Zapfen

Hinsichtlich der Herkunftsorte beteht ein großer Unterschied zwischen den größeren Sarsens und den kleineren Blausteinen; die Sarsens wurden in etwa 25 km Entfernung bei dem heutigen Marlborough gewonnen, die Blausteine in etwa 250 km Entfernung im heutigen Wales.
Aubrey Burl nahm an, dass zumindest ein Teil der Blausteine durch die Gletscherbewegungen des Pleistozäns von Wales nach der Salisbury Plain transportiert wurden. Ggf. würde es sich um Findlinge handeln. Man fand bisher aber weder einen geologischen Beweis für diese Annahme, noch ein anderes natürliches Vorkommen dieses ungewöhnlichen Doleritgesteins in der Nähe von Stonehenge; vielmehr ergab eine Analyse der Kristallpolarisation dieser Menhire, dass sie nur aus den Preseli-Bergen in Wales stammen können. Dies erhärtet die Thesen des Transports von Menschenhand nach der Salisbury Plain.
Bezüglich der möglichen Methoden und des eigentlichen Bauverfahrens gibt es zahlreiche Spekulationen. Sie reichen bis hin zu der einer extraterrestrischen Raumfahrerzivilisation, die mit ihren technologischen Möglichkeiten problemlos imstande gewesen sei, Stonehenge als Erinnerung an ihren Besuch zu installieren. Erst in jüngerer Zeit begann man mit konkreten Experimenten, um solchen und anderen phantastischen Vorstellungen Einhalt zu gebieten bzw. die Menge der Spekulationen auf die plausibelsten zu reduzieren.
Mit Hilfe experimenteller Archäologie wurde im Jahre 2001 versucht, einen mehrere Tonnen wiegenden Stein entlang des vermuteten Land- und Seeweges von Wales nach Stonehenge zu transportieren. Fast eine Hundertschaft von Freiwilligen zog ihn auf einem hölzernen Schlitten über Land und verlud ihn danach auf den Nachbau eines bronzezeitlichen Bootes. Es versank zwar bald mitsamt Stein bei rauer See im Bristolkanal, jedoch verlief ein zweites Experiment im August 2012 erfolgreich. Damit wurde der Beweis erbracht, dass die vorgeschichtliche Seefahrt durchaus in der Lage gewesen sein könnte, einen Blaustein durch den Bristolkanal und den Avon hinauf zu verschiffen. Den im Experiment verwendeten Bootstyp gab es allerdings nach bisherigen Erkenntnissen zur Zeit des Ferntransports der Blausteine noch nicht. Andernorts gab es vor den ersten Plankenbooten Flöße und Boote aus Schilf, jedoch wächst die geeigneteste Rohrpflanze, der Echte Papyrus, nur am Mittelmeer und weiter südlich. Andere Experimente zeigten 2016, dass auch der reine Landtransport unter bemerkenswert niedrigem Aufwand möglich ist, wenn man solche Quader auf einer Gleis-ähnlichen Trasse aus geglättenen Balken voranzieht. Die Holzschienen brauchen nur sehr kurz zu sein, weil sich das hinten jeweils frei werdende Balkenpaar immer wieder vorne anfügen lässt. Das Rad war um 2600 vor Chr. schon erfunden, aber Rollen waren belastbarer. Auch bei Wahl des Landwegs musste die Mündung des Severn überquert werden.
Es wurde vermutet, dass mit Hebeln und Zugseilen kombinierte Holzrahmen benutzt wurden, um die Megalithe in ihre jeweils gewünschten Endpositionen zu bringen. Alternativ könnten z. B. die Decksteine mit Hilfe von Holzplattformen schrittweise angehoben worden sein, um sie abschließend in die Zapfen der tragenden Steine wieder herabzusenken. Das gleiche ließe sich mit Rampen aus festgestampfter Erde bewerkstelligen. Auch Zyklopenmauern im Mittelmeerraum wie in den präkolumbianischen Hochkulturen Amerikas wurden ohne leistungsfähige Kräne errichtet. Die nach Zimmermannsart herausgearbeiteten Loch-Zapfenverbindungen legen nahe, dass die Erbauer bereits seit langem über derartige Fertigkeiten aus dem Gebiet der Holzbearbeitung verfügten; jedenfalls sind solche Vorkenntnisse von bestem Wert für die Stabilität von Konstruktionen nach der Art von Stonehenge.
Alexander Thom vertrat die These, die Erbauer von Stonehenge hätten als Baumaß eine genormte Längeneinheit verwendet: das von ihm so genannte megalithische Yard.
Es gibt näherungsweise Berechnungen des für die verschiedenen Bauphasen erforderlichen Arbeitsaufwandes. Stonehenge 1 benötigte demnach an die 11.000 Mannarbeitsstunden, Stonehenge 2 etwa 360.000, und für die abschließende Version könnten bis zu 20 Millionen Stunden erforderlich gewesen sein. Der Zeit und Kraft sparende Beitrag der damals verfügbaren Werkzeugtechnologien, einschließlich möglicher Gespanne aus Zugochsen, wurde hierbei selbstverständlich berücksichtigt.

## Rezeptions- und Forschungsgeschichte

### Erste schriftliche Erwähnungen
Der gesamte Zeitraum von der archäologisch nachgewiesenen Aufgabe Stonehenges am Ende der Bronzezeit bis zur Eroberung Englands durch die Normannen liegt im geschichtlichen Dunkeln. Die erste namentliche Erwähnung lieferte Heinrich von Huntingdon um das Jahr 1130 in seiner Geschichte Englands. Ausführlicher widmete sich Geoffrey von Monmouth dem Steinkreis in seiner etwa um 1135 verfassten fantasiereichen Geschichte der Könige Britanniens. Er schrieb den Bau des Monumentes dem Zauberer Merlin zu.
Der Historiker Polydor Vergil (1470–1555) griff Monmouths Schilderung auf und erklärt Stonehenge ebenfalls als Denkmal, das der Zauberer Merlin zur Zeit der Eroberung Englands durch die Angelsachsen mit Hilfe seiner magischen Kräfte errichtet habe.

### Theoriebildung seit der frühen Neuzeit
Um das Jahr 1580 schloss der Altertumsforscher William Lambarde erstmals eine übernatürliche Entstehung der Anlage aus, indem er beobachtete, dass bei der Errichtung des Steinkreises Zimmermannstechniken auf die Steinbauweise Stonehenges übertragen wurden. Zudem erkannte er als erster, dass die Steine nicht wie früher geschildert von Merlin mit Hilfe von Zauberei aus Irland herangeschafft wurden, sondern aus der Region Marlborough stammen.
Das erste Buch über Stonehenge erschien im Jahre 1652. Sein Autor, der Baumeister Inigo Jones, der die Anlage im Auftrag des englischen Königs Jakob I. ausführlich untersucht hatte, erklärte den Steinkreis als römischen Tempel zu Ehren des Gottes Coelus. In den folgenden Jahren versuchten sich weitere Autoren an der Deutung des Steinkreises: Der Arzt Walter Charleton nahm im Jahr 1663 an, Stonehenge sei eine Krönungsstätte der dänischen Könige Englands gewesen. Der Historiker Aylett Sammes schrieb im Jahr 1676 den Bau der Anlage den antiken Phöniziern zu.
Der Altertumsforscher John Aubrey (1626–1697) erkannte am Ende des 17. Jahrhunderts den Zusammenhang Stonehenges mit vergleichbaren Monumenten in Schottland und Wales und wies die Errichtung all dieser Anlagen als Erster richtig einheimischen Erbauern zu. Fatal für die zukünftige Forschung und die Interpretierung der Anlage bis in unsere Zeit erweist sich allerdings, dass Aubrey Stonehenge und alle ähnlichen Monumente auf den britischen Inseln den Kelten zuschrieb. Verständlich wird sein Irrtum aus der wissenschaftlichen Perspektive Ende des 17. Jahrhunderts: Es gab keine Möglichkeiten zur Datierung prähistorischer Bodendenkmäler; man datierte das Alter der Welt noch nach der biblischen Schöpfungsgeschichte auf wenige tausend Jahre und die Aubrey bekannte Literatur antiker Schriftsteller enthält keine Hinweise auf eine vorkeltische Bevölkerung der britischen Inseln. Aubrey konnte den antiken lateinischen und griechischen Autoren allerdings ausführliche Schilderungen über die Druiden als keltische Priesterklasse entnehmen, und so vermutete er vorsichtig, die Steinkreise seien die Tempelanlagen ebendieser Druiden. Tatsächlich liegen zwischen der Aufgabe der Anlage zum Ende der Bronzezeit und dem ersten Auftauchen sogenannter keltischer Kulturmerkmale in Europa mehr als 1.000 Jahre.
Forscher des 18. Jahrhunderts griffen Aubreys These begeistert auf: Der Historiker John Toland ordnete Stonehenge in seiner im Jahr 1719 verfassten Kritische Geschichte der keltischen Religion und Gelehrsamkeit den Druiden zu. Der Arzt William Stukeley führte in den Jahren 1721 bis 1724 die bis dahin ausführlichsten und präzisesten Vermessungen der Anlage durch und vermutete als Erster eine axiale Ausrichtung der Anlage auf den Punkt der Sommersonnenwende. Im Jahr 1740 fasste er seine Ergebnisse in einem Buch zusammen und deutete Stonehenge mit allerdings fragwürdigen und unwissenschaftlichen Methoden ebenfalls als druidischen Tempel.
In seinem Buch The Geology of Scripture (Die Geologie der Heiligen Schrift) deutete Henry Browne, seit dem Jahr 1824 Kurator von Stonehenge, den Steinkreis als vorsintflutlichen Tempel aus der Zeit Noahs. Er berief sich dabei auf die Theorien des Paläontologen William Buckland (1784–1856), der statt der Evolutionstheorie die Katastrophen- oder Kataklysmentheorie vertritt.
Astronomische Theorien
Den Blick auf eine mögliche astronomische Nutzung der Anlage eröffnete zu Beginn des 20. Jahrhunderts als erster der Astronom Joseph Norman Lockyer (1836–1920). Er vermutete – wie schon Stuckeley ein Jahrhundert vor ihm – eine Ausrichtung der Anlage auf den Punkt der Sommersonnenwende, spekulierte aber weitergehend über die Nutzung des Steinkreises als astronomischen Kalender zur Bestimmung heiliger keltischer Feste. Unter den Archäologen seiner Zeit fand Lockyers Theorie keine Beachtung, da seine Berechnungsgrundlagen ungenau und von ihm zum Teil willkürlich ausgewählt waren, um zu den von ihm gewünschten Ergebnissen zu gelangen. Stonehenge wurde daher von der archäologischen Fachwelt auch weiterhin „nur“ als prähistorische Kult- oder Weihestätte betrachtet.
Der Astronom Gerald Hawkins versuchte dieses Bild zu ändern, als er im Jahr 1965 sein Buch Stonehenge Decoded veröffentlichte. Mit Hilfe detaillierter Vermessungen des Monumentes und komplizierter Berechnungen wollte Hawkins nachweisen, dass Stonehenge als eine Art Steinzeitcomputer diente, mit dem es seinen Erbauern möglich gewesen wäre, zum Beispiel recht zuverlässig Mondfinsternisse vorauszusagen. Wie seinerzeit John Aubreys „Keltenthese“ wurde nun auch Hawkins’ Theorie vom breiten Publikum begeistert aufgegriffen. Die Fachwelt hingegen zerriss seine Forschung: Der Archäologe Richard J. C. Atkinson wies beispielsweise nach, dass Hawkins in seine Beweisführung auch Teile der Anlage einbezogen hat, die nachweislich zu verschiedenen Zeiten bestanden oder errichtet wurden und somit nicht Teil derselben Anlage sein können.
Der unkonventionelle britische Astronom Fred Hoyle schrieb 1966 mehrere Artikel über Stonehenge, in denen er Hawkins Schlussfolgerungen zwar zurückweist, diese aber durch eigene Berechnungen ersetzt. Besonders einflussreich für die weitere Forschung waren aber die Werke von Alexander Thom, einem Professor für Ingenieurwesen in Oxford, der jahrzehntelang Steinkreise in seiner Freizeit untersuchte. Die Vertreter der archäoastronomischen Interpretationen waren dabei weitgehend unabhängig von der klassischen archäologischen Forschung, deren Vertreter sich mangels Expertise kaum dazu äußerten, einige Archäoastronomen traten der Archäologie sogar in offener Feindschaft entgegen. Der Einfluss der Archäoastronomen war daher in der breiten Öffentlichkeit außerhalb der akademischen Archäologie, insbesondere solchen eher esoterischer Ausrichtung wie John Michell, am größten. Innerhalb des Fachs werden seit den Veröffentlichungen von Clive Ruggels, des einzigen Professors der Fachrichtung Archäoastronomie, die meisten weitergehenden Spekulationen zu astronomischen Bezügen megalithischer Monumente eher kritisch gesehen. Ruggels konnte zeigen, dass die vermeintliche Präzision früherer Vermessungen durch die Datenlage nicht gedeckt war und dass in vielen Fällen einfachere Faustregeln zur Konstruktion von Monumenten wie Stonehenge ausreichend sind.

### Ausgrabungen, Forschung, Restaurierung

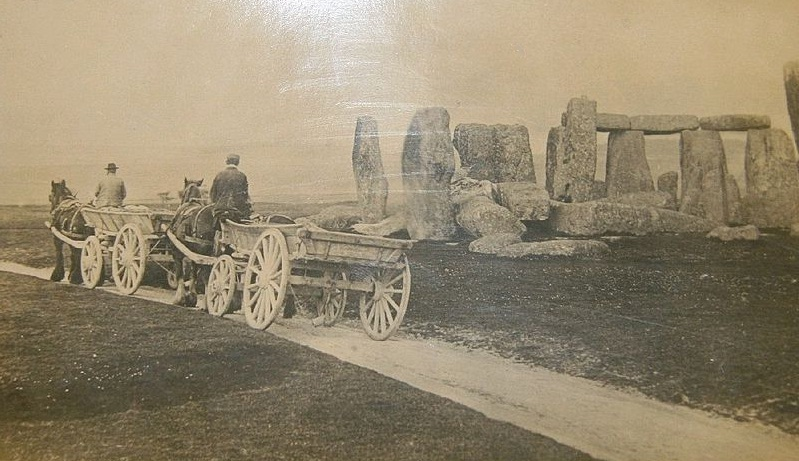
Ca. 1885

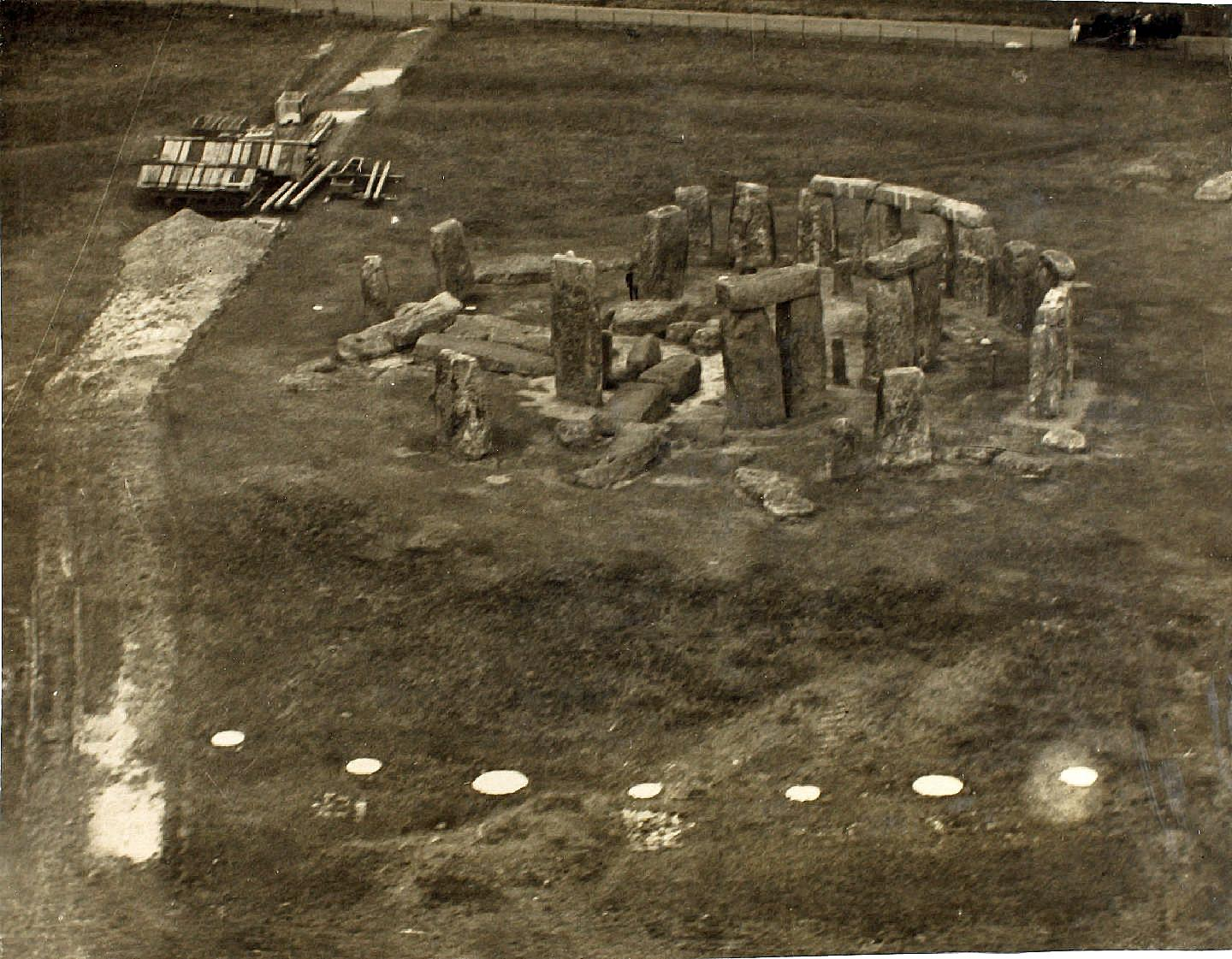
Luftaufnahme nach dem Ersten Weltkrieg

Mit dem Forscher William Cunnington (1754–1810) begann die neuzeitliche Erforschung Stonehenges. Cunningtons Ausgrabungen und Beobachtungen bestätigten die Datierung Stonehenges in die vorrömische Zeit. Veröffentlicht wurden seine Forschungen in den Jahren 1812 bis 1819 in dem lokalhistorischen Werk Ancient History of Wiltshire des Historikers Richard Colt Hoare.
Ab 1880 überwachte William Flinders-Petrie die erste moderne Restauration. Auf ihn geht auch die Nummerierung der Steine zurück, die bis heute in Gebrauch ist. Stein 22 fiel in einer schweren Sturmnacht am 31. Dezember 1900 zu Boden.
Um 1900 zeigte John Lubbock auf Basis von in benachbarten Grabhügeln gefundenen Bronzegegenständen, dass Stonehenge bereits in der Bronzezeit genutzt wurde. William Gowland (1842–1922) restaurierte Teile der Anlage und unternahm die bis dahin sorgfältigsten Ausgrabungen, die 1901 abgeschlossen wurden. Aus seinen Funden schloss er, dass zumindest Teile des Monumentes zur Zeit des Überganges von der Jungsteinzeit zur Bronzezeit entstanden. Der Archäologe William Hawley grub in den Jahren 1919 bis 1926 ungefähr die Hälfte des Geländes aus. Seine Methoden und Berichte waren allerdings so unzulänglich, dass sich keine neuen Erkenntnisse ergaben. Dem Geologen H. Thomas gelang in dieser Zeit jedoch der Nachweis, dass die Blausteine von den Erbauern der Anlage aus Südwales herangeschafft wurden.
1950 beauftragt die Society of Antiquaries die Archäologen Richard Atkinson, Stuart Piggott und John Stone mit weiteren Ausgrabungen. Sie fanden viele Feuerstellen und entwickelten die Einteilung der einzelnen Bauphasen weiter, so wie sie auch heute noch am häufigsten vertreten wird.
In der zweiten Hälfte des 20. Jahrhunderts unternahmen die Archäologen Richard Atkinson und Stuart Piggott fortwährend weitere Ausgrabungen. Mit der Entwicklung und Perfektionierung der Radiokohlenstoffdatierung ab Mitte des 20. Jahrhunderts gelangen jetzt erstmals sichere Datierungen der Anlage in die erste Hälfte des 2. Jahrtausends vor Christus. Atkinson und Piggott restaurierten zudem weitere Teile der Anlage, indem sie einige der umgestürzten und in Schieflage geratenen Steine wieder aufrichteten und im Boden einbetonierten. Bei diesen Rekonstruktionen beschränkt man sich bis heute auf solche Steine, die nachweislich erst in der Neuzeit fielen oder in Schieflage gerieten oder geraten.
Viele der neuzeitlichen Beschädigungen am Monument sind einerseits auf den früheren Bedarf der umliegenden Bevölkerung an Steinen, andererseits auf den Souvenirbedarf früherer Besucher zurückzuführen. Zwischenzeitlich bot ein Schmied des nahegelegenen Ortes Amesbury Touristen einen Hammer zum Verleih, die sich damit Stückchen von den Steinen als Souvenir abschlagen konnten.
Im Rahmen des Stonehenge Riverside Projekts gruben Archäologen seit September 2006 in Durrington Walls 3,2 km von Stonehenge entfernt die Überreste eines neolithischen Dorfes aus der Zeit von 2600 bis 2500 vor Christus (Grooved Ware) aus. „Wir denken, wir haben das Dorf der Erbauer von Stonehenge gefunden“, äußerte im Januar 2007 Mike Parker Pearson, der Leiter des Ausgrabungsprojekts von der University of Leeds.
Vom 31. März bis 11. April 2008 fand die erste Grabung im Steinkreis seit 1964 statt. Unter der Leitung von Timothy Darvill und Geoffrey Wainwright  wurde ein Graben, der bei den Ausgrabungen von Hawley und Newall in den 1920er Jahren angelegt worden war, wieder geöffnet, um nach organischem Material zu suchen. Damit ist es mit Hilfe der Massenspektrometrie und der Radiokarbondatierung möglich, den Zeitpunkt, zu dem die Blausteine aufgerichtet wurden, auf wenige Dekaden genau zu bestimmen.
2010 wurden bemerkenswerte neue Entdeckungen auf dem Gelände gemacht. Die Anwendung moderner Technologien wies darauf hin, dass sich in Stonehenge sehr viel mehr findet als nur der weltberühmte Kreis der steinernen Riesen. Das ganze, viele Quadratkilometer umfassende Gelände scheint von Kultstätten und geheimnisvollen Anlagen völlig durchzogen zu sein. Britische Forscher wie Vincent Gaffney von der University of Birmingham sind der Meinung, man wisse höchstens zu zehn Prozent, was Stonehenge wirklich war und wie es im Einzelnen aussah. Eine wissenschaftliches Screening des Geländes, dias gerade begonnen hat, ist bereits auf Spuren hölzerner Kreise – „Timberhenge“ –, Gräben und Hügel sowie auf sorgsam angelegte Wälle und Vertiefungen gestoßen.
Durch Untersuchungen im Jahr 2013 an der vom Fluss Avon in Richtung Südwest in die Anlage führenden Avenue ergab sich, dass hier bereits seit dem Ende der Eiszeit eine Schmelzwasserrinne verlief. Michael Parker Pearson von der University of Sheffield und Heather Sebire von English Heritage nehmen an, dass die Erbauer von Stonehenge erkannten, dass die Rinne genau in Richtung der Wintersonnenwende verläuft. So erklären sie den Standort der prähistorischen Anlage mit diesem vorgefundenen Geländemerkmal.
Im September 2014 gab Vincent Gaffney von der University of Birmingham auf dem British Science Festival in Birmingham bekannt, dass auf Grund der in den letzten Jahren im Rahmen des internationalen Projekts Stonehenge Hidden Landscapes Project (seit 2010 laufende flächenhafte Untersuchungen mit Bodenradar und Magnetometer) erhobenen Daten auf einer Fläche von 12 km² eine erste dreidimensionale Karte mit den Spuren der noch unausgegrabenen Bodenfunde erstellt worden sei. Darin enthalten seien unter anderem 17 bislang unbekannte Holz- und Steinstrukturen sowie dutzende neu entdeckte Grabhügel. Es wird nunmehr vermutet, dass Stonehenge das Zentrum von verstreut liegenden rituellen Monumenten war, das im Laufe der Zeit zunehmend erweitert wurde.
Im November 2015 wurde seitens des Ludwig Boltzmann Instituts für Archäologische Prospektion und Virtuelle Archäologie (Wien) über den Fund einer 12–14 °C warmen Quelle in 3 km Entfernung beim Ort Amesbury berichtet, die günstig für Tiere und damit für Jäger gewesen sein könnte. Dort wurden Knochen mit darin steckenden Pfeilspitzen aus Stein und im Bereich eines Quelltümpels Feuersteinknollen gefunden. Die dauernde Frostfreiheit des Tümpels wird durch den Fund besonderer Rotalgen auf den Feuersteinen belegt.

## Moderne Geschichte
Die Anlage von Stonehenge wurde 1901 eingezäunt und ist seitdem nur gegen Eintrittsgeld zugänglich. Im Ersten Weltkrieg wurde westlich nahe der Anlage ein Feldflugplatz (Stonehenge Aerodrome) angelegt. Nach dem Krieg wurde dieser als Depot für Baumaterial und später als Schweinefarm genutzt.

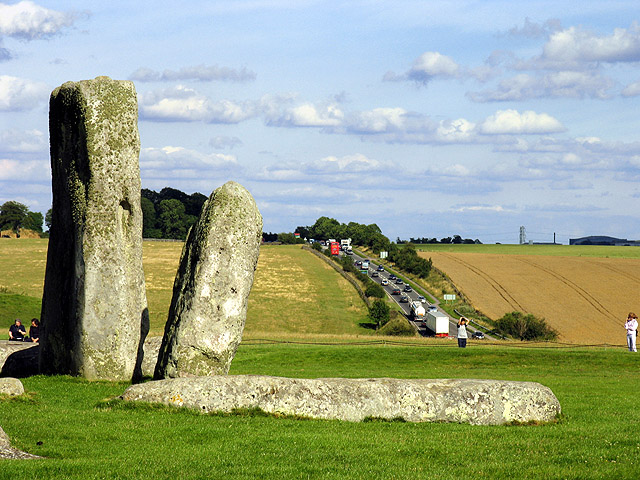
Teil von Stonehenge mit der A303 im Hintergrund, 2005.

In der jüngeren Vergangenheit wurde Stonehenge durch die unmittelbare Nähe zweier stark befahrener Straßen beeinflusst: die 1958 zur Autobahn aufgewertete A303 zwischen Amesbury und Winterbourne Stoke sowie die direkt am Monument vorbeiführende A344. Es gab diverse Vorschläge, die Straßen zu verlegen oder zu untertunneln. Die Pläne für einen Tunnel wurden im Juli 2024 aufgegeben.
Die Besucherströme nahmen nach dem Zweiten Weltkrieg massiv zu. Parkplätze und Toiletten wurden gegenüber den Steinkreisen auf der anderen Seite der A344 angelegt. Nach wiederholtem Vandalismus wurde die Anlage rund um die Uhr bewacht. Für die Aufseher wurde neben den Parkplätzen eine Hütte gebaut.
Seit 1968 verband ein Tunnel unter der A344 Parkplätze und das Monument; darin wurde ein halb-unterirdisches Gebäude mit Café und Museumsshop gebaut und mehrfach erweitert. Die Situation wurde jahrzehntelang als nationale Schande empfunden. 1978 wurden zusätzliche Zäune errichtet; die Besucher konnten sich seitdem nicht mehr frei zwischen den Steinen bewegen, sondern mussten auf einem Weg zwischen dem Wall und den Steinkreisen bleiben. Wegen des unaufhörlichen Touristenansturms blieb nur die Umrundung der Anlage im Besucherstrom. Im Jahr 2005 kamen 800.000 Besucher. Ein Verweilen zur Besinnung an dem denkwürdigen Ort war kaum möglich.
Am 19. Juni 2024 wurde Stonehenge von Aktivisten der Klimaschutzgruppe Just Stop Oil mit orange gefärbter Maisstärke besprüht. Zwei Tatverdächtige wurden festgenommen. Die Aktivisten wollten damit ihre Forderung an die britische Regierung nach einem verbindlichen Vertrag zum Ausstieg aus fossilen Brennstoffen bis 2030 unterstreichen. Sie rechtfertigten die Tat damit, dass die Stärke leicht abwaschbar sei. Premierminister Rishi Sunak verurteilte die Aktion als Vandalismus.

### Neugestaltung seit 2013
Seit Dezember 2013 sind das Umfeld von Stonehenge und der Zugang für Besucher neu geordnet. Die Straße A344 wurde im Abschnitt der Anlage aufgelassen, ebenso wurden die Parkplätze und die alten Anlagen der Besucherbetreuung abgerissen und bis Mitte 2014 renaturiert.
Stattdessen wurde ein Besucherzentrum mit Ausstellungen und weiteren Angeboten in einer Entfernung von rund zwei Kilometern von den Steinkreisen errichtet. Die Bauten sind vom Monument aus nicht zu sehen, so dass ein wesentlich ungestörteres Erlebnis als früher geboten wird. Besucher erreichen die Steinkreise vom Museum aus zu Fuß über eine Prozessionsstraße oder benutzen einen Pendelbus. Die Zeit unterwegs kann und soll zur Einstimmung mit Hilfe eines Audioguides in vielen Sprachen genutzt werden. Die Benutzung des Pendelbusses und des Audioguide sind im Eintrittsgeld eingeschlossen. Mitglieder (auch Zeitmitglieder) des English Heritage erhalten kostenlosen Zugang. Für den Besuch der Anlagen wird eine Vorreservierung empfohlen.
Im Besucherzentrum wird erstmals eine Ausstellung über die Erbauer von Stonehenge, ihre Kultur und ihre Geschichte gezeigt. Sie besteht aus einem zentralen Video und fünf thematischen Informationsstationen. Das Video zeigt die Errichtung der Anlage und das sich dadurch wandelnde Landschaftsbild. Die Stationen bieten Informationen in drei Vertiefungsebenen. Die Ausstellung ist zusammen mit dem Audio-Kommentar und Informationstafeln im Gelände konzipiert; alle drei Medien wirken zusammen und ergänzen sich. Außerhalb des Besucherzentrums sind Hütten und Gruben der Erbauer von Stonehenge rekonstruiert.
Der Weg vom Besucherzentrum zum Monument verläuft auf der ehemaligen Straße; etwa auf halbem Weg kann man von einer kleinen Kuppe aus die Anlage erstmals sehen. Dort bleiben die Shuttles kurz stehen und Besucher haben die Wahl, den Rest von knapp einem Kilometer zu Fuß zu gehen, um sich den Steinkreisen so selbständig zu nähern, oder auch den Rest im Bus zurückzulegen.
Die neuen Bauten wurden ohne Fundamente errichtet, um eventuelle archäologische Funde im Boden darunter nicht zu stören.

### Neureligiöse Nutzung

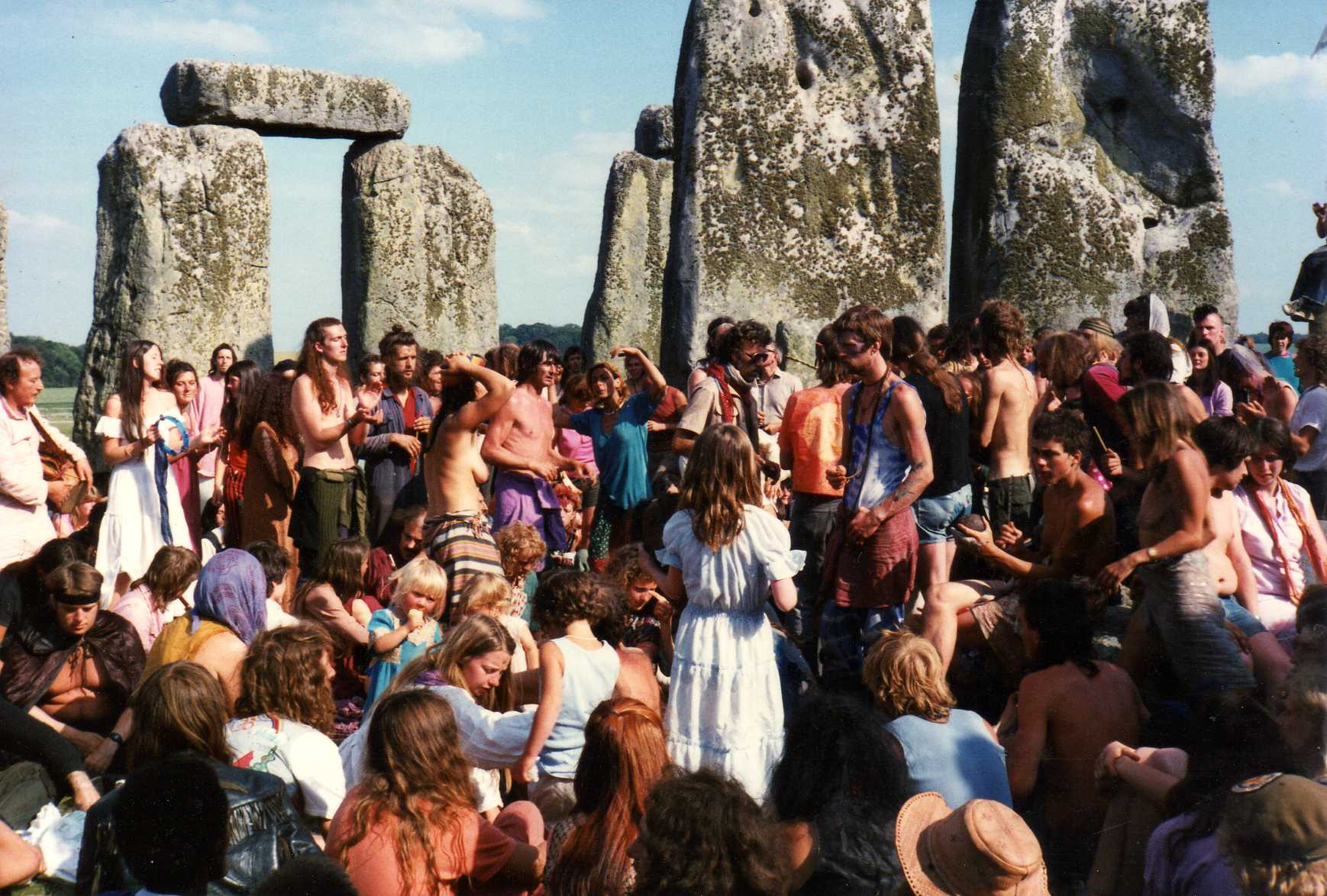
Letztmaliges Stonehenge Free Festival im Jahre 1984

Mit der Wiederentdeckung und Verbreitung der klassischen Literatur entstand nach der Renaissance zunehmendes Interesse an den Druiden, die in den alten Texten erwähnt werden. Da die wissenschaftliche Erkundung der Vorgeschichte noch in den Anfängen steckte, wurde Stonehenge als vorrömischer Tempel den Druiden zugeordnet. Diese irrtümliche Verknüpfung ist immer noch einflussreich. Im Jahre 1781 gründete der Engländer Henry Hurle eine Geheimgesellschaft namens Ancient Order of Druids. Obwohl das Interesse an Druiden in der Mitte des 19. Jahrhunderts nachließ, blieben die entstandenen religiösen Ordensgemeinschaften weiter bestehen. Ihre Ausflüge nach Stonehenge lockten stets auch Schaulustige an. Ein markantes Beispiel ist die Zeremonie des Ancient Order of Druids im August des Jahres 1905, als sich 700 Mitglieder dieses Ordens in Stonehenge versammelten und feierlich 256 Anwärter in ihren Orden aufnahmen. Heute bilden die neuzeitlichen Druiden einen Teil der neureligiösen Landschaft, speziell des Neopaganismus. Sie treffen sich regelmäßig in Stonehenge und halten dort ihre Zeremonien ab.
Zur Sommersonnenwende des Jahres 1972 wurde in Stonehenge das erste Mal eines der in Großbritannien dieser Zeit beliebten Free Festivals veranstaltet. Dieses Stonehenge Free Festival fand im Laufe der Jahre wachsenden Zuspruch; im Jahr 1984 trafen sich geschätzt 70.000 Besucher am Steinkreis und feierten bei Live-Musik und auch mit diversen druidischen und neuheidnischen Kulthandlungen die Sonnenwende. Im Jahr 1985 kam es im Vorfeld des Festivals zu gewalttätigen Konflikten der Besucher mit der Polizei (battle of the beanfield), worauf die Ordnungsbehörden das Festival in Stonehenge untersagten und das Gelände insbesondere zu den beiden Sonnenwenden und den Tagundnachtgleichen für alle Besucher weiträumig sperrten.
1998 wurden kleine Gruppen von Neuheiden (darunter Druiden) wieder in den Steinkreis gelassen, und zur Jahrtausendwende erreichte der Secular Order of Druids unter Berufung auf das Recht der freien Religionsausübung, dass das Versammlungsverbot für Stonehenge aufgehoben wurde. 2014 haben 36.000 Personen, Touristen wie gläubige Druiden, in der Vor-Nacht den Beginn des längsten Tags des Jahres in Stonehenge gefeiert. Die Polizei nahm dabei 25 Personen – überwiegend wegen Drogendelikten – fest.

### Esoterik
Der Hobbyarchäologe Alfred Watkins (1855–1935) stellte in den 1920er Jahren eine Theorie auf, nach der die vorgeschichtlichen Megalith-Bauwerke – so auch Stonehenge – durch sogenannte Ley-Linien, schnurgerade Linien, miteinander verbunden seien. Watkins dachte dabei allerdings an reale Wegverbindungen. Der Autor John Michell (geb. 1933) griff diese These auf; er deutete die Linien in seinem 1969 erschienenen Buch The View over Atlantis aber nicht mehr als Wege, sondern brachte die Ley-Linien in Zusammenhang mit erdmagnetischen Kraftfeldern und „Kraftzentren“.
Diese Auffassung fand in den folgenden Jahren unter den Anhängern der Esoterik bis in die heutige Zeit hinein zahlreiche Anhänger. So sollte Michells These Beleg dafür sein, dass die vorgeschichtlichen Erbauer von Stonehenge und vergleichbarer megalithischer Denkmäler noch in vollkommener Harmonie mit dem Kosmos lebten und solche „Kraftlinien“ und -„zentren“ erspüren konnten, an denen sie dann beispielsweise Tempel wie Stonehenge errichteten.

## Rezeption in Kunst und Kultur

### Sagen und Legenden
Der Fersenstein war früher auch einmal als Friar’s Heel (engl. für ‚Mönchsferse‘) bekannt. Eine Sage, die frühestens auf das 17. Jahrhundert datiert werden kann, erzählt den Ursprung des Namens:

„Der Teufel kaufte die Steine von einer Frau in Irland und brachte sie zur Salisbury Plain. Einer der Steine fiel in den Avon, den Rest legte er in der Ebene ab. Der Teufel schrie laut heraus: ‚Niemand wird herausfinden, wie diese Steine hierher kamen.‘ Ein Mönch antwortete ihm ‚Das glaubst aber nur du!‘, worauf der Teufel einen der Steine nach ihm warf und ihn damit an der Ferse traf. Der Stein blieb im Boden stecken und bekam so den Namen.“

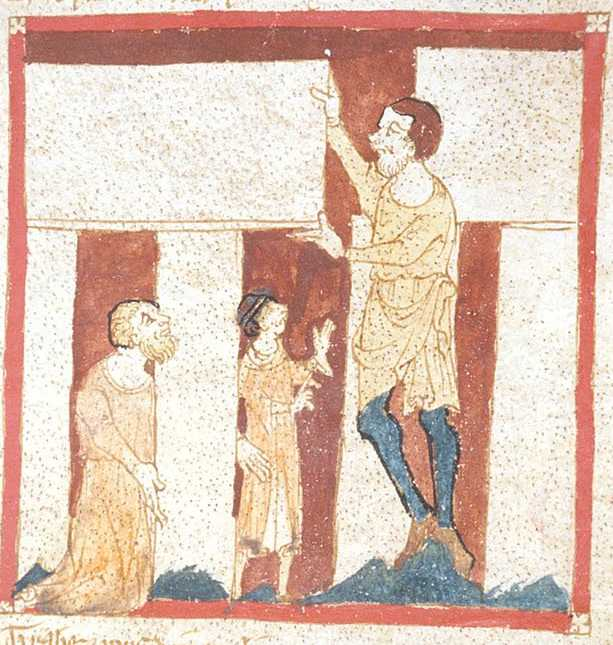
Errichtung Stonehenges durch einen Riesen mit Unterstützung von Merlin. Die früheste bekannte Abbildung von Stonehenge im Waces Roman de Brut aus dem 2. Viertel des 14. Jahrhunderts.

Stonehenge wird oft mit der Artussage in Verbindung gebracht. Wie schon erwähnt, behauptete Geoffrey von Monmouth im 12. Jahrhundertin seiner Historia Regum Britanniae, dass Merlin Stonehenge aus Irland hergebracht habe, wo es ursprünglich auf dem Mount Killaraus von Giganten erbaut worden sei, die die Steine aus Afrika gebracht hatten. Nach seinem Wiederaufbau bei Amesbury, beschreibt Geoffrey weiter, habe man erst Ambrosius Aurelianus, dann Uther Pendragon und später Konstantin III. im Inneren des Rings begraben. Ambrosius Aurelianus setzte er mit dem prähistorischen Monument in Verbindung, weil sein Name dem des nahen Amesbury ähnelt.
In moderner Zeit haben Pseudowissenschaftler wie Erich von Däniken die These aufgestellt, Stonehenge sei von außerirdischen Besuchern der Erde errichtet worden.

### Malerei

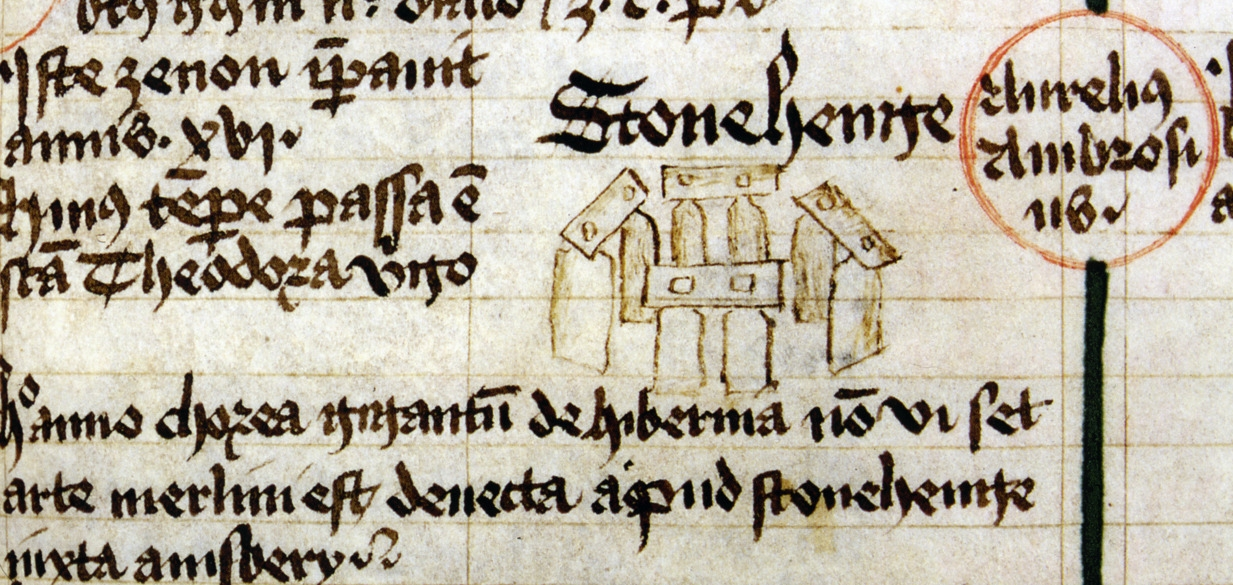
Zeichnung von 1441; mit Darstellung der Zapfen zur Verbindung von Aufliegern und Sarsens

Aus dem gesamten Mittelalter sind lediglich drei Abbildungen von Stonehenge bekannt. Die ersten bildlichen Darstellungen der Anlage stammen aus Handschriften des 14. und 15. Jahrhunderts. Seit dem 16. Jahrhundert gibt es verhältnismäßig realistische bildliche Darstellungen.
Die erste der drei Abbildungen zeigt die Anlage in einer Panoramaansicht – perspektivisch allerdings zu einem Rechteck verzerrt; die zweite illustriert die Errichtung der Anlage durch den Zauberer Merlin und zeigt, wie er einen der Decksteine auf zwei Tragsteine hebt. Die dritte Abbildung wurde im Jahre 2007 wiederentdeckt und stammt aus dem Geschichtswerk Compilatio de Gestis, das vermutlich um 1441 niedergeschrieben wurde. Der diese Illustration begleitende Text bezieht sich ebenfalls auf die Errichtung der Anlage durch den Zauberer Merlin.

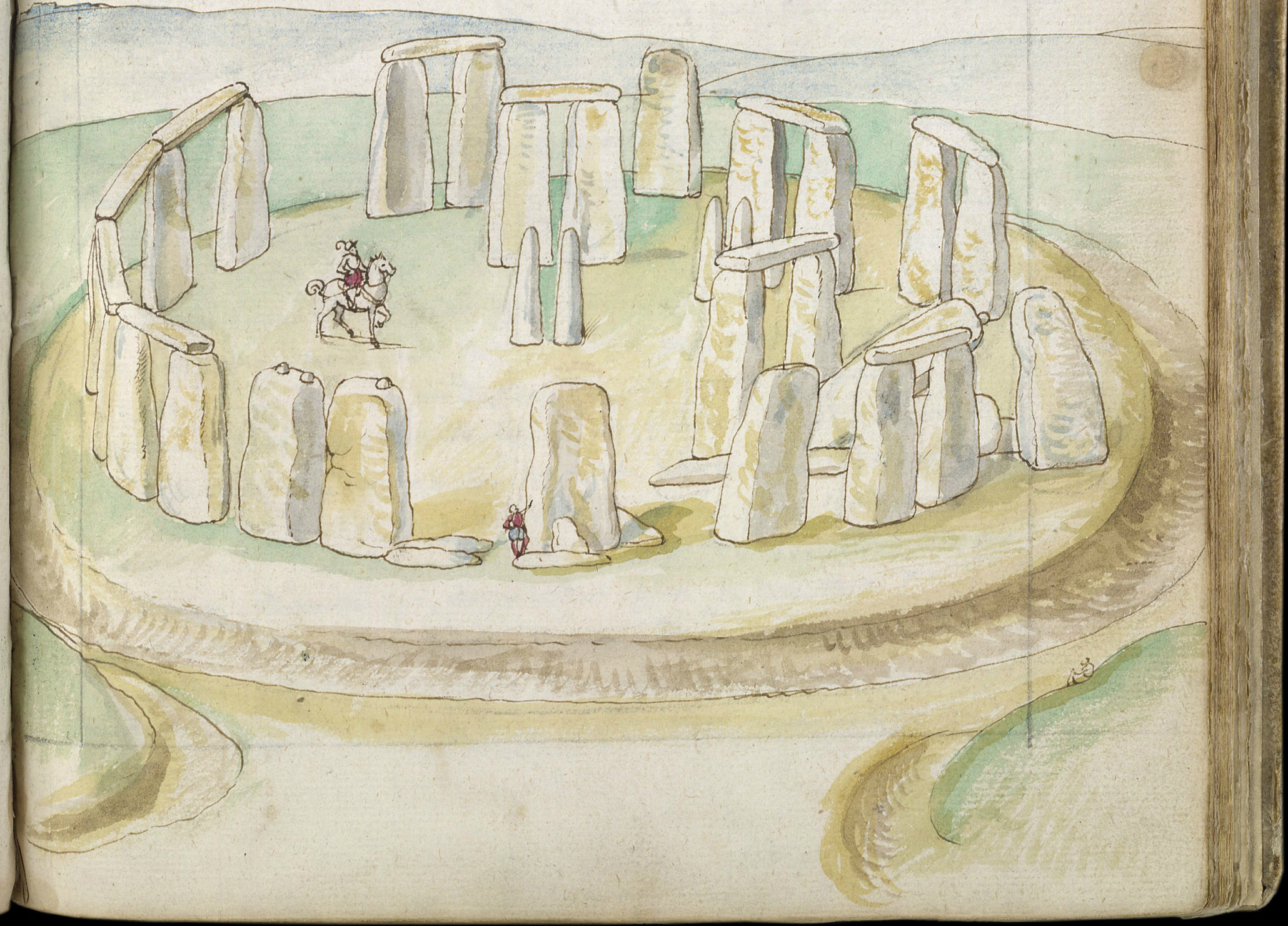
Erste realistische Darstellung von Stonehenge, Lucas de Heere, 16. Jh.

Die erste realistische Darstellung führte der niederländische Künstler Lucas de Heere (1534–1584) als Aquarell zur Illustration seines 1573 bis 1575 handschriftlich niedergelegten Berichtes Corte Beschryving van England, Scotland ende Irland aus. Das Bild zeigt den Steinkreis von erhöhter Position aus nordwestlicher Richtung. Die menschliche Figur in der Mitte des Bildes lehnt sich an den Tragstein Nr. 60. Ein lediglich mit den Initialen „R.F.“ signierter Stich aus dem Jahr 1575 und ein aus dem Jahr 1588 stammendes Aquarell von William Smith in dem Manuskript Particular Description of England zeigen die Anlage aus ähnlicher Ansicht wie de Heeres Aquarell. Vermutlich liegt allen drei Bildern die gleiche, unbekannte Vorlage zugrunde. Der nur mit „R.F.“ signierte Stich war im Jahre 1600 das Vorbild für eine Stonehenge-Illustration in dem altertumskundlichen Buch Britannia von William Canden (1551–1623). Die Illustration war ihrerseits Vorbild für weitere Bilder von Stonehenge.
Die Schriften des Altertumsforschers John Aubrey (1626–1697) Ende des 17. Jahrhunderts, die im Jahre 1740 zu Stonehenge veröffentlichten Forschungen des Arztes William Stukeley sowie die Gedichte Ossians von James Macpherson (1736–1796) beeinflussen die Künstler im Laufe des 18. Jahrhunderts, Stonehenge in ihren Bildern als eine keltische oder druidische Kultstätte zu interpretieren.
Im Jahr 1797 stürzte der höchste der noch stehenden Trilithen im Inneren der Anlage. Für die Künstler ergab sich damit das Problem, die Struktur und Tiefe der Steinsetzung auf ihren Bildern wiederzugeben. Als Reaktion darauf zeigen Bilder des 18. und 19. Jahrhunderts den Steinkreis jetzt bevorzugt aus besonders tiefer Perspektive und bilden die Steine vor der Kulisse eines tiefliegenden Horizontes ab. Eines der bekanntesten Bilder, die diese Perspektive einnehmen, ist ein Aquarell John Constables (1776–1837), der Stonehenge im Jahr 1820 besuchte. Constable fertigte zunächst nur eine Skizze an und schuf dann 15 Jahre später ein Aquarell des Steinkreises. Von dem englischen Landschaftsmaler William Turner (1775–1851) stammen weitere bekannte Bilder von Stonehenge. Um das Jahr 1811 zeichnete er eine erste Ansicht des Steinkreises, die ihm später als Vorlage für ein Gemälde diente. Ein weiteres Bild entstand im Jahr 1828 und zeigt Stonehenge während eines Gewitters.
Der Maler und Bildhauer Henry Moore (1898–1986) schuf in den 1970er Jahren mit dem 16 Lithografien umfassenden Stonehenge Albums eines der bedeutendsten neueren Kunstwerke zu Stonehenge.

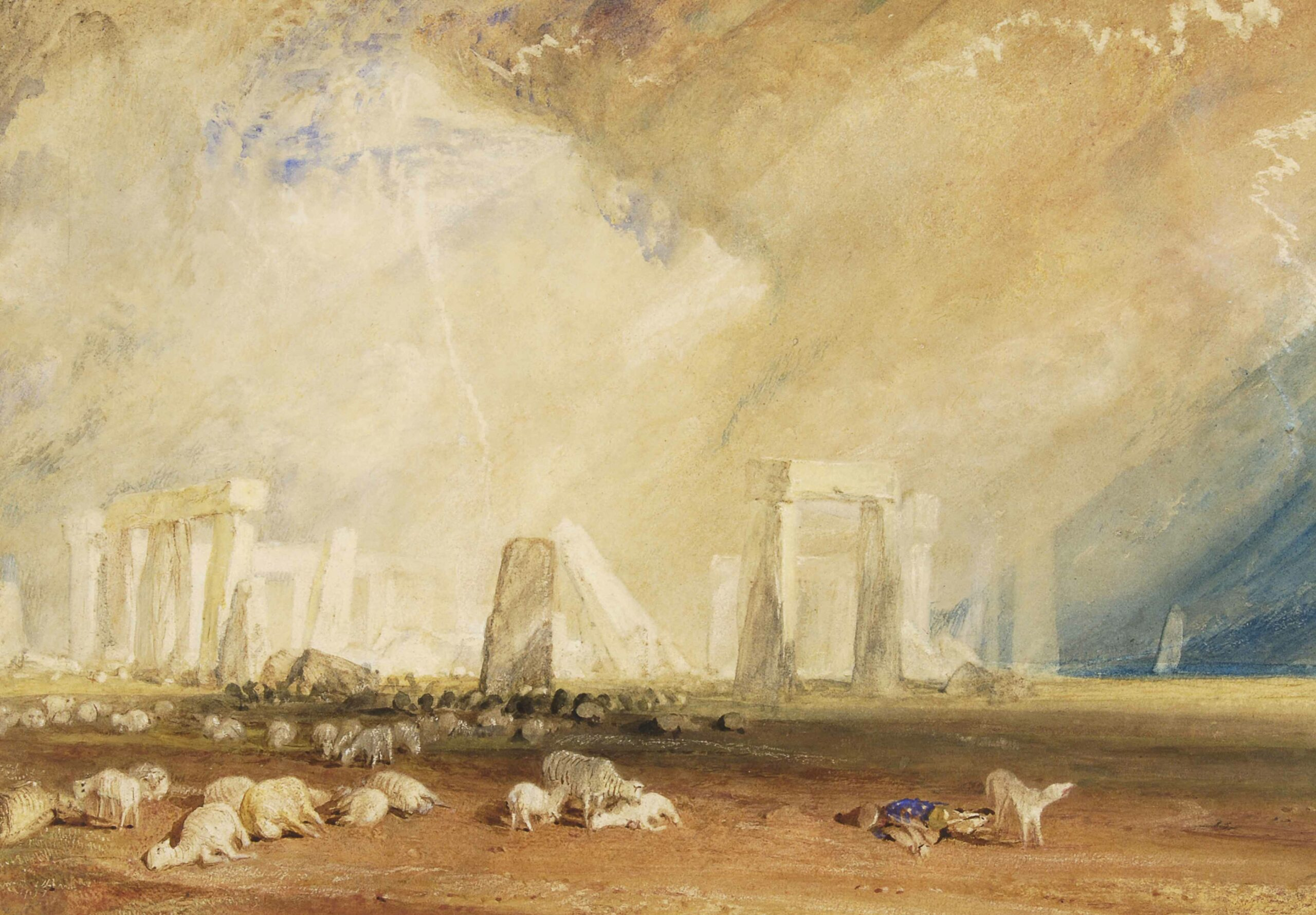
Gemälde von William Turner (1828)
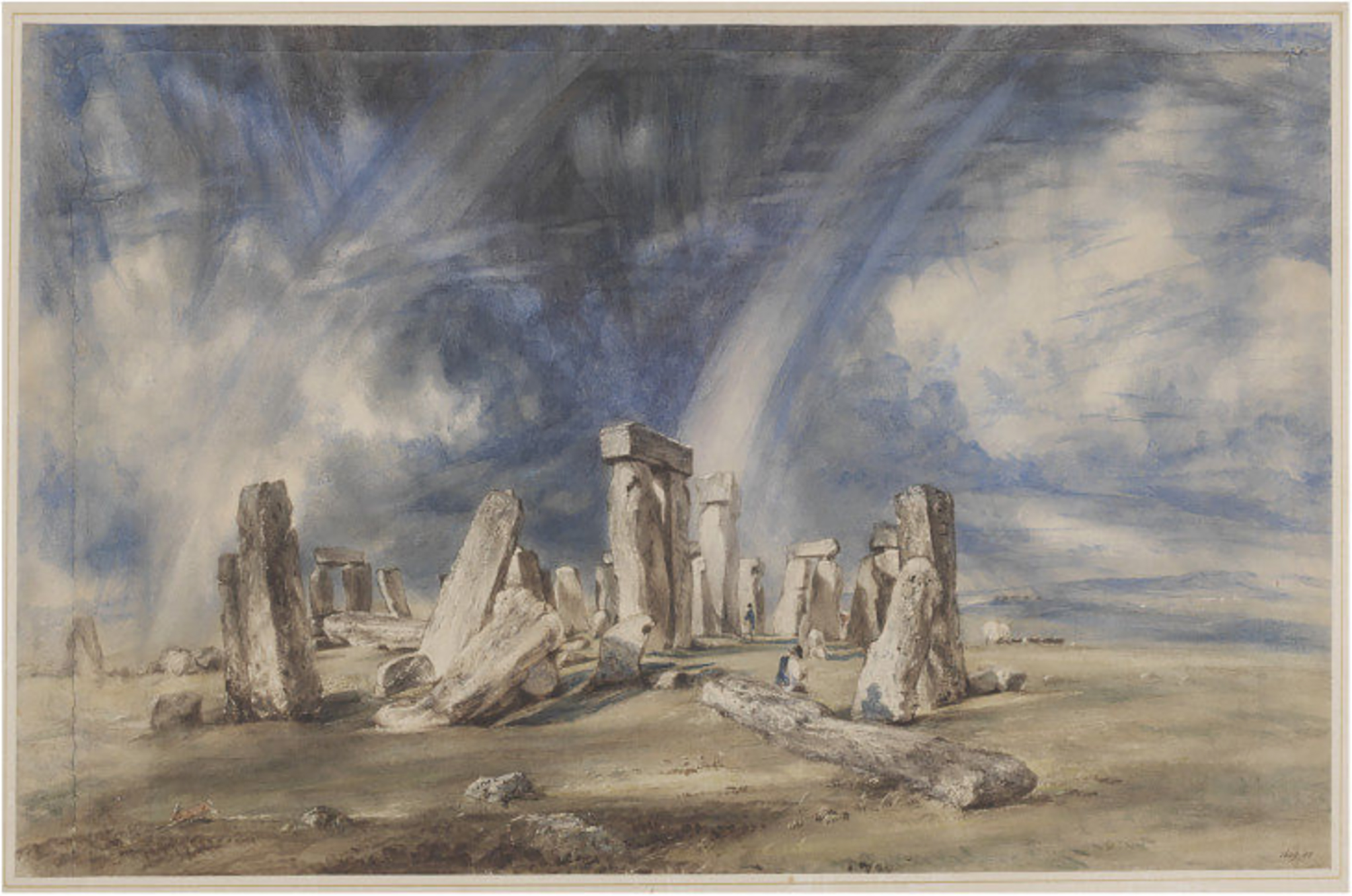
Aquarell von John Constable (1835)

### Musik
- Der deutsche Komponist Valentin Ruckebier nimmt in seinem Werk Broken Circle für Sextett mehrfach Bezug auf Stonehenge und die zahlreichen Theorien und Legenden, die sich um den altertümlichen Zweck des Steinkreises ranken.[55]
- Die Progressive-Metal-Band Stonehenge aus Ungarn ist nach dem Monument benannt.
- Von 1972 bis 1984 wurde zwischen den Steinen von Stonehenge jährlich das Musikfestival Stonehenge Free Festival abgehalten, welches sich großer Beliebtheit bei Bands und Publikum erfreute.
- Chris Evans und David Hanselmann veröffentlichten 1980 das Konzeptalbum Stonehenge, in dem sie verschiedene Mythen, darunter die Artus-Sage miteinander verknüpften.
- Die französische Pop-Sängerin Nolwenn Leroy nimmt in ihrem Lied Mystère, das auf ihrem 2005 erschienenen Album Histoires Naturelles veröffentlicht wurde, Bezug auf Stonehenge.[56]
- Das norwegische Komikerduo Ylvis fragte 2013 im Musikvideo Stonehenge nach dem Sinn des Bauwerks.[57]

### Nachbildungen und abgeleitete Namen

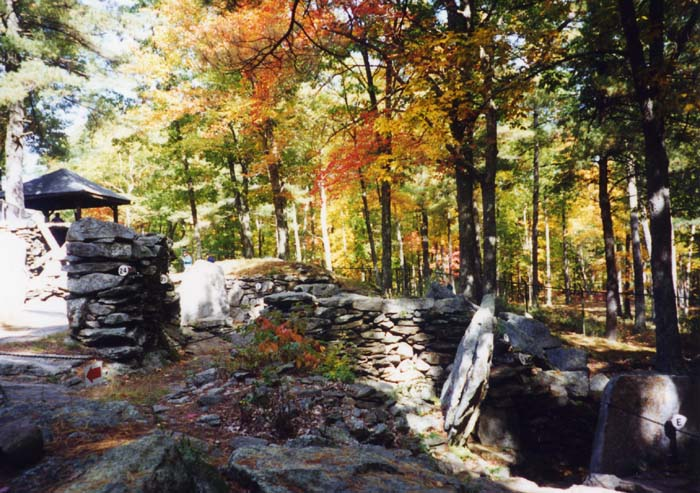
America’s Stonehenge
in New Hampshire

- America’s Stonehenge ist eine ungewöhnliche Steinkreis-Formation bei Salem, New Hampshire im Nordosten der Vereinigten Staaten von Amerika.[58]
- Bei Maryhill im Staat Washington wurde von Sam Hill mit Maryhill Stonehenge eine maßstabsgetreue Kopie von Stonehenge im rekonstruierten Originalzustand als Kriegsdenkmal errichtet. Es ist auch nach dem Aufgangspunkt des Mittsommersonnenaufgangs ausgerichtet. Dies geschah anhand eines virtuellen Horizonts anstelle der heute sichtbaren Sonnenposition am tatsächlichen Landschaftshorizont.
- Stonehenge inspirierte den Geologen Jim Reinders zu seinem Werk Carhenge (1987) oder „Auto-Henge“ bei Alliance (Nebraska). Er baute die Replik aus grau angestrichenen Autos gemeinsam mit seiner Familie und widmete sie seinem verstorbenen Vater.
- In Neuseeland wurde im Februar 2005 mit Stonehenge Aotearoa eine funktionelle Replik eingeweiht, die als Lehrmittel für astronomische Zusammenhänge und die Kultur der Maori verwendet wird.
- Auf dem stillgelegten Teil der Blocklanddeponie in Bremen wurde 2021 Metalhenge eingeweiht. Der Name ist explizit an Stonehenge angelehnt, das „Stone“ in der Bezeichnung wurde aufgrund der verrosteten Hafenspundwände als Baumaterial durch „Metal“ ersetzt.[59]
- Die Muchołapka, ein während des 2. Weltkriegs errichteter, zwölfeckiger Betonring auf 10 Meter hohen Säulen mit einem Durchmesser von 30 Metern im polnischen Ludwikowice Kłodzkie trägt auch die Bezeichnung „Hitlers Stonehenge“.[60][61]
- In Tiefenpölz im Landkreis Bamberg (Oberfranken) befindet sich ein moderner, stark verkleinerter, an Stonehenge angelehnter Steinkreis aus Dolomitquadern.

## Dokumentationen

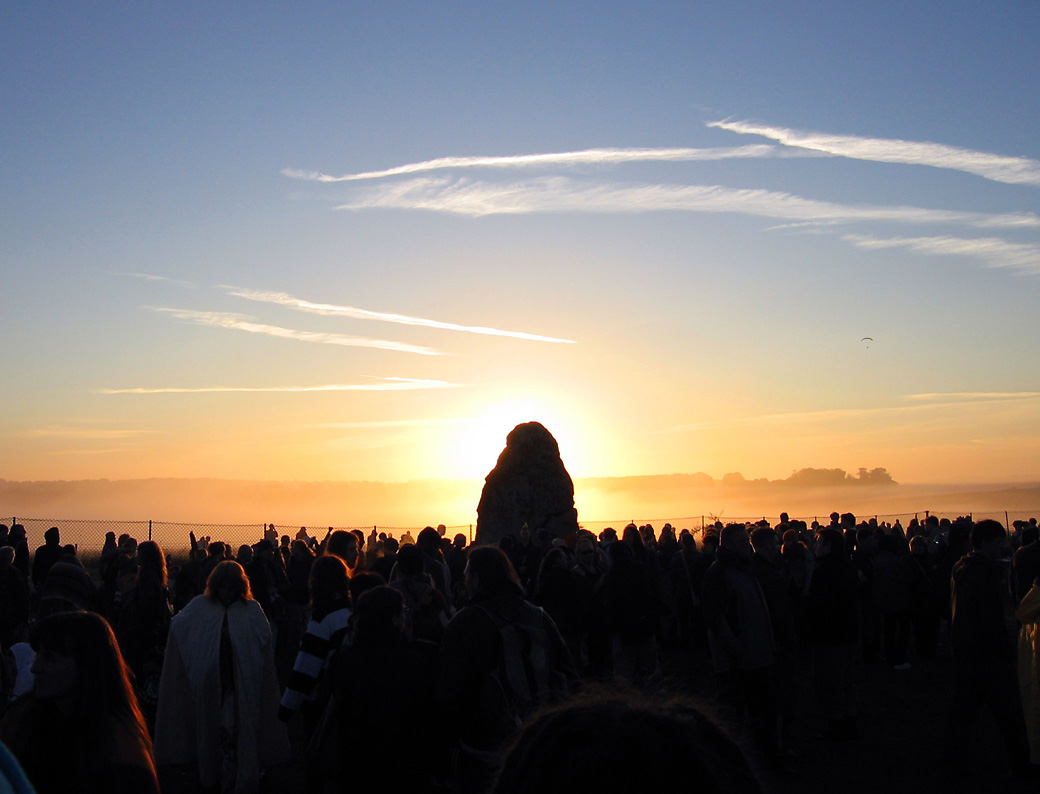
Sonnenaufgang hinter dem Fersenstein

- Der Geheimcode von Stonehenge. (Originaltitel: Stonehenge Decoded.) Dokumentation und Doku-Drama, Großbritannien, 2009, 43:32 Min., Buch und Regie: Christopher Spencer, Colin Swash, Produktion: National Geographic Channel, deutsche Erstsendung: 13. Dezember 2009, Reihe: Terra X.[62] Der Film begleitet die Ausgrabungen eines Teams unter Leitung von Mike Parker Pearson (University of Leeds). Pearson konnte seine These einer überregional bedeutsamen Kultstätte für steinzeitliche Clans, die dort zur Wintersonnenwende ein Fest der Wiedergeburt feierten, mit umfangreichen Funden in der Umgebung des Steinkreises belegen.
- Stonehenge – Das ultimative Experiment. (Originaltitel: Mysterious Science: Rebuilding Stonehenge.) Dokumentarfilm und Rekonstruktion, Großbritannien 2005, 78 Min., Buch und Regie: Pati Marr, Johanna Schwartz, Bruce Hepton, Produktion: National Geographic Channel, arte France, deutsche Erstsendung: 2. Dezember 2006, Inhaltsangabe von arte, youtube.com.
- Aufgedeckt - Rätsel der Geschichte – Die Toten von Stonehenge. (Originaltitel: Treasures decoded.) TV-Dokumentation von Tom Foulie; GB/CDN  2017; BBC, Channel 5; Deutsche Synchronfassung: ZDF 2017; mitwirkend: Michael Parker Pearson (Prähistoriker), Christie Willis (Osteoarchäologin), Tim Tompson (Anthropologe), Jaqueline McKinley (Osteoarchäologin), Christophe Snoeck (forensischer Archäologe), Francis Pryor (Archäologe).
- Rätselhaftes Stonehenge - Die Spur der Steine. Originaltitel: Stonehenge: The Lost Circle Revealed. TV-Dokumentation von Pete Chinn, GB 2021 für BBC; deutsche Synchronfassung Arte 2023. Mitwirkend: Mike Parker Pearson (Prähistoriker) u. a. (Dauerhaft abrufbar auf: youtube.com). Neuesten Forschungen zufolge gehörten die ältesten Steine des Monuments ursprünglich zu einem noch viel älteren Steinkreis, der weit entfernt vom heutigen Standort errichtet wurde, im Westen von Wales.

- Die verborgene Welt von Stonehenge. TV-Dokumentation von  Klaus Feichtenberger, Jeremy Turner (Regie), D 2021 für arte / ZDF.

## Zitate über Stonehenge
- Wie großartig! Wie wunderbar! Wie unbegreiflich! (engl. How grand! How wonderful! How incomprehensible!) – Sir Richard Colt Hoare in Ancient History of Wiltshire (1812–1819)
- Vieles, was über Stonehenge geschrieben wurde, ist erfunden, zweitklassig oder einfach falsch. (Much of what has been written about Stonehenge is derivative, second-rate or plain wrong.) – Christopher Chippindale[63]
- Jedes Zeitalter hat das Stonehenge, das es verdient – oder begehrt. (Every age has the Stonehenge it deserves – or desires.) – Jacquetta Hawkes[64]
- Stonehenge, neither for disposition nor ornament, has anything admirable; but those huge rude masses of stone, set on end, and piled each on other, turn the mind on the immense force necessary for such a work. – Edmund Burke, in: «On the sublime and Beautiful»[65]